# Honig

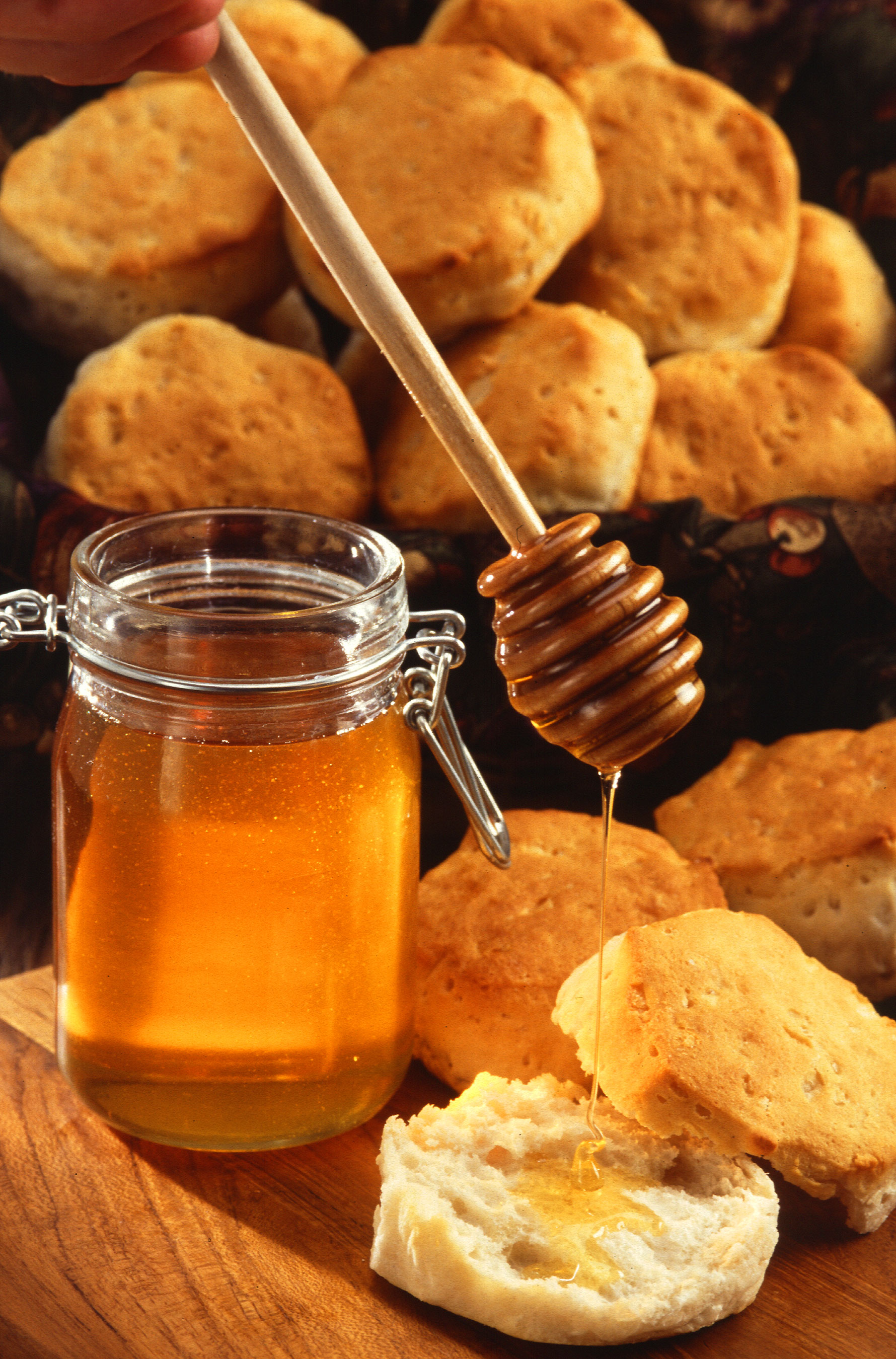
Honig

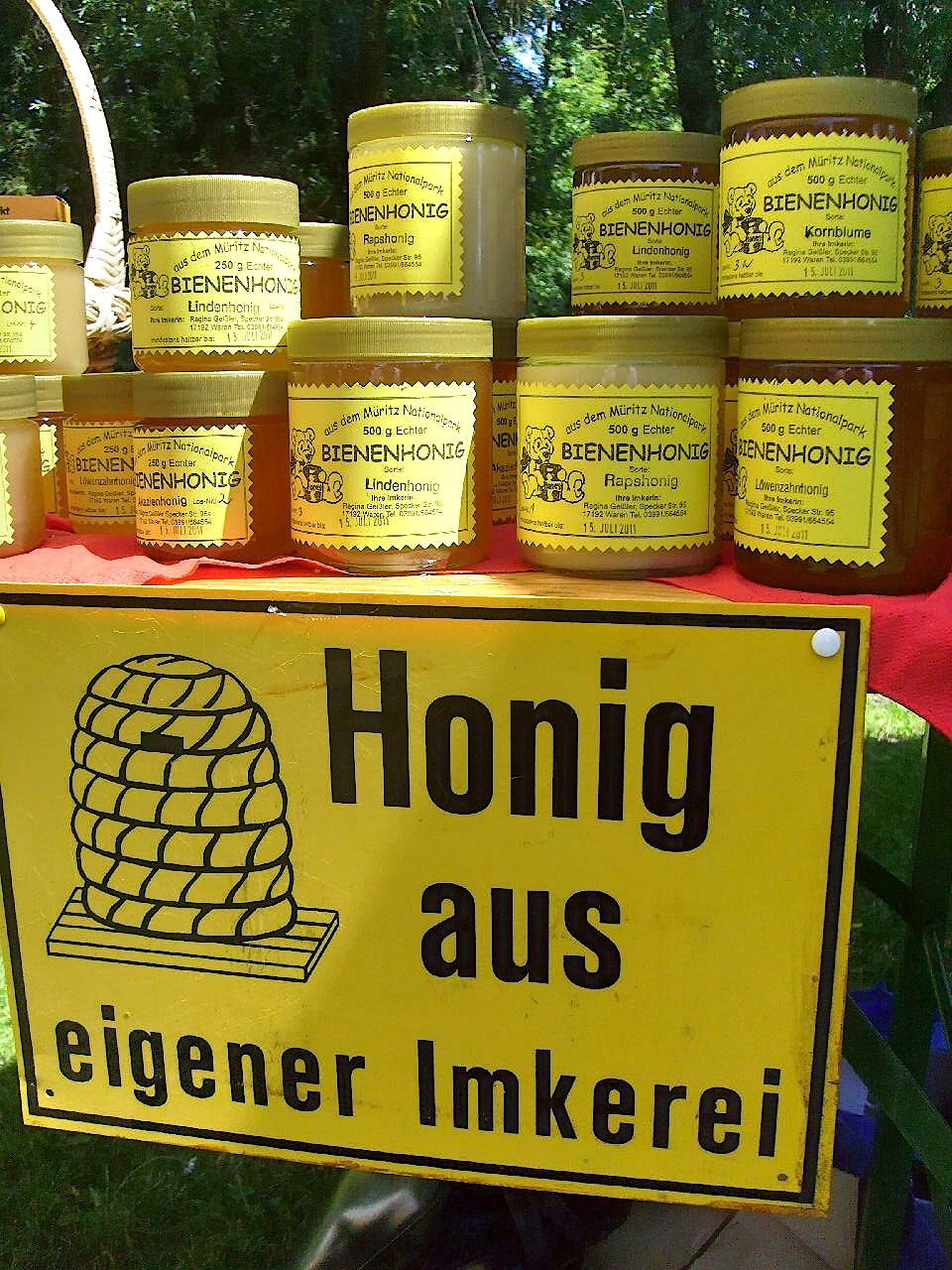
Direktverkauf von Honig und Honigwerbeschild eines Imkers

Honig (lateinisch und apothekersprachlich Mel) ist ein von Honigbienen zur eigenen Nahrungsvorsorge erzeugtes und vom Menschen genutztes Lebensmittel aus dem Nektar von Blüten oder den zuckerhaltigen Ausscheidungsprodukten verschiedener Insekten, dem sogenannten Honigtau.

## Entstehung

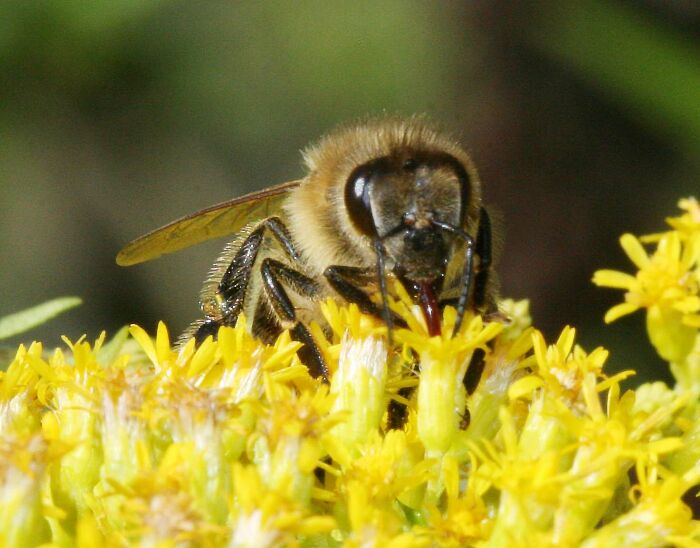
Saugende Honigbiene am Blütenkelch der Goldrute

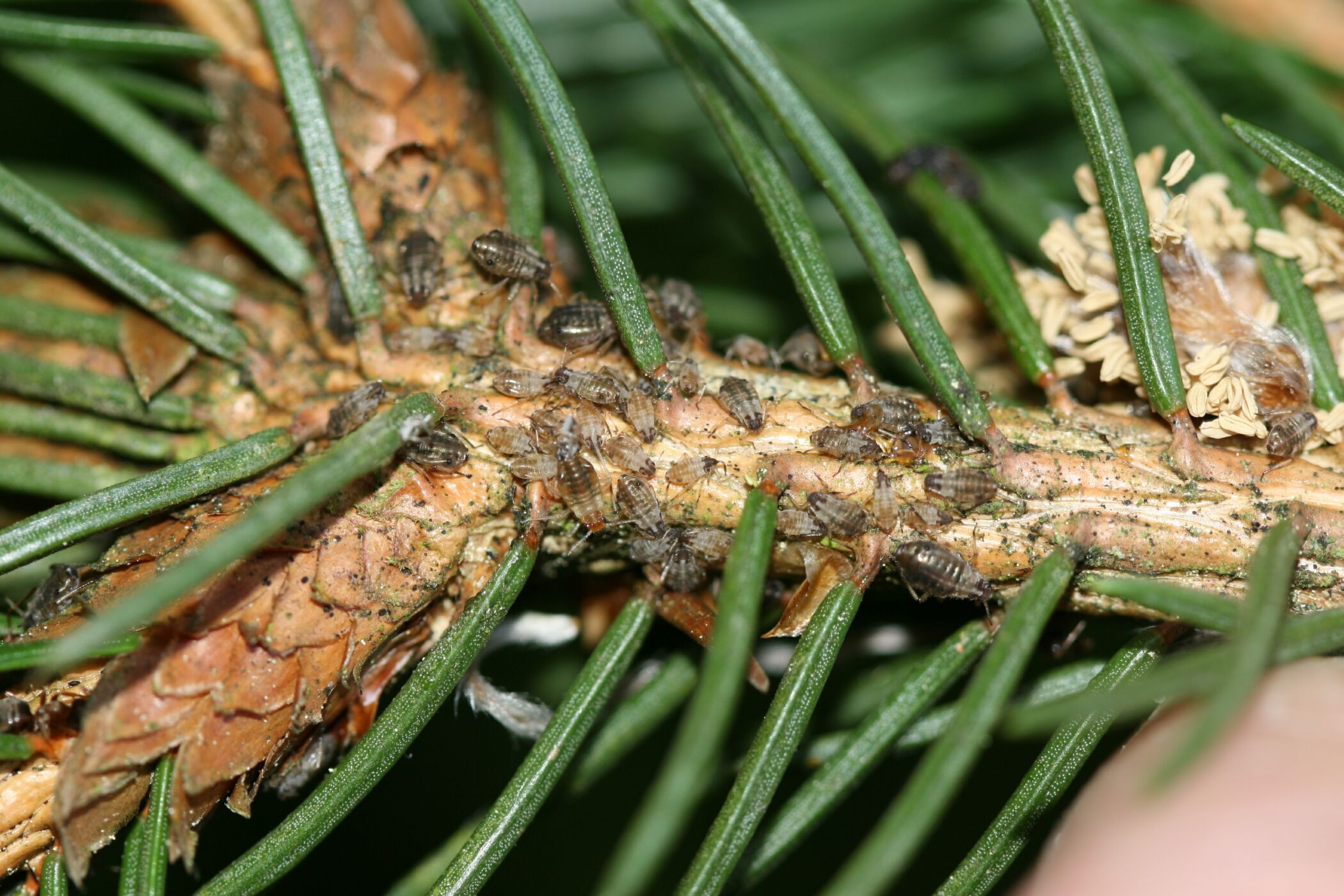
Baumläuse auf dem mehrjährigen Holz der Fichte

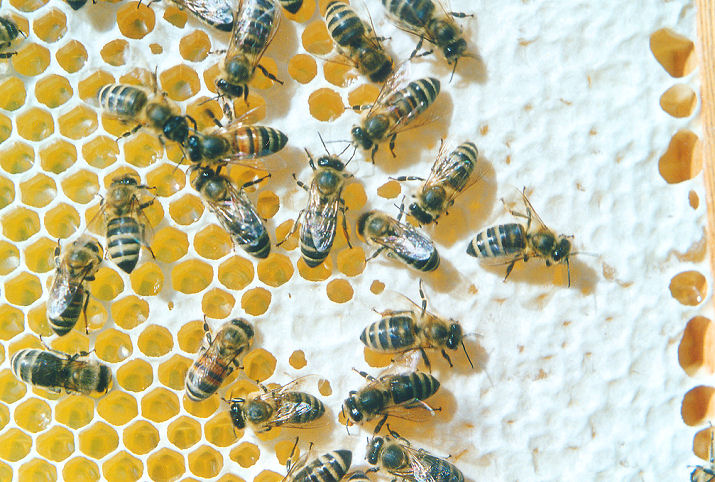
Bienenwabe mit teilweise verdeckelten Honigzellen

Die Entstehung von Honig besteht aus der Honigbereitung und der anschließenden Honigreifung. Wichtigster Ausgangsstoff für die Honigbereitung ist Nektar – ein zuckerhaltiger Saft, den Blütenpflanzen aus ihren Nektarien abscheiden. Als weitere wesentliche Quelle kommt in einigen, hauptsächlich gemäßigten Klimaregionen der Erde Honigtau hinzu, der insbesondere dann in großen Mengen zur Verfügung steht, wenn es zu einer der wiederkehrenden Massenvermehrungen verschiedener Blattläuse und Schildläuse kommt. Waldhonig wird beispielsweise überwiegend aus den Ausscheidungen von Baumläusen produziert. Seltener spielen auch extraflorale Nektarien (außerhalb von Blüten) eine Rolle, zum Beispiel die Pflanzensaftabsonderung aus der Blattachsel beim Mais.
Diese Ausgangsstoffe für die Honigbereitung werden von bestimmten Arbeiterbienen gesammelt, welche die Zuckersäfte mit ihrem Rüssel aufnehmen und in der Honigblase zwischenlagern. Schon bei der Aufnahme werden dem Saft spaltende Enzyme aus den Futtersaftdrüsen hinzugesetzt. Die zugesetzten Enzyme sind Glucosidasen und Amylasen. Amylasen spalten langkettige Kohlenhydrate wie das Polysaccharid Stärke in kurzkettige Kohlenhydrate. Kurzkettige Kohlenhydrate werden ihrerseits von Glucosidasen in Monosaccharide wie Traubenzucker (Glucose) und Fruchtzucker (Fructose) aufgespalten. Die Zuckerindustrie nutzt einen ähnlichen Mechanismus bei der Herstellung von Kunsthonig.
In der kropfähnlichen Honigblase (englisch crop), die auch Honigmagen genannt wird, wird der Pflanzensaft durch die zugesetzten Enzyme in eine frühe Form von unreifem Honig umgewandelt, der sich von reifem Honig unter anderem durch einen höheren Gehalt an Wasser, Saccharose und Amylase unterscheidet.
Wenn die Sammelbienen wieder im Bienenstock ankommen, geben sie dort den unfertigen Honig aus ihrer Honigblase an Stockbienen weiter, die ihn im Laufe der Zeit mehrfach transportieren (umtragen), indem sie ihn in ihren Körper aufnehmen und wieder abgeben. Beim Transport in den Bienenstock und beim Umtragen gelangen Säuren, Enzyme und sonstige Proteine aus der Biene in den Nektar und bewirken eine Invertierung der Saccharose, Isomerisierung von Glucose zu Fructose und die Bildung höherer Saccharide. Außerdem wird der Nektar eingedickt, und es entstehen sogenannte Inhibine, eine allgemeine Bezeichnung für Stoffe, die das Wachstum von Hefen und Bakterien hemmen.
Der Wassergehalt wird in zwei Schritten reduziert: Zuerst wird ein Tropfen Nektar über den Rüssel mehrmals herausgelassen und wieder eingesaugt. Danach, ab einem Wassergehalt von 30 bis 40 %, wird der so schon bearbeitete und etwas eingedickte Nektar über und auch im Brutnest in leeren Wabenzellen ausgebreitet. Die Zellen werden dabei nur teilweise gefüllt, um eine möglichst große Verdunstungsfläche zu erzeugen. Die weitere Verdunstung des Wassers wird jetzt durch Fächeln mit den Flügeln beschleunigt. Dabei wird beispielsweise nachts die Stockluft mit kühlerer und trockenerer (absolute Feuchte) Außenluft getauscht, die auf annähernd Brutnesttemperatur aufgeheizt wird. Schließlich wird ein Wassergehalt von unter 20 % erreicht, meist 18 % oder sogar noch etwas geringer. Damit ist der Trocknungsvorgang des Honigs durch die Bienen abgeschlossen.
Der jetzt fertige Honig wird noch einmal umgetragen und in Lagerzellen über dem Brutnest eingelagert, wobei er mit einer luftundurchlässigen Wachsschicht überzogen wird. Imker bezeichnen diesen Vorgang als Verdeckeln. Er ist für sie das Zeichen, dass der Honig reif ist und geerntet werden kann. Bei einigen Trachtpflanzen (Heide) und sogenannten Massentrachten (Raps) kann allerdings ein Honig entstehen, der noch einen Wassergehalt über dem möglichst gewünschten Wert von 18 % (DIB-Vorschrift) hat oder sogar im Bereich der Gärfähigkeit von über 20 % liegt. Deshalb ist es für eine Honigernte sicherer, den Wassergehalt vorab mit einem Refraktometer zu prüfen.
Honig entsteht generell erst dann, wenn eine ausreichende Menge pro Zeitspanne von den Sammelbienen in den Bienenstock heimgebracht wird. Diese muss über dem laufenden Eigenverbrauch, der zur Ernährung des Bienenvolks und zur Aufzucht der Brut notwendig ist, liegen. Der Imker spricht dann von einer Blüten- oder Honigtautracht. Es werden also nur Überschüsse zur Bevorratung weiterverarbeitet und schließlich eingedickt als Honig gelagert.
In Australien, Asien und Amerika wird nicht nur der Honig der auch bei uns beheimateten Westlichen Honigbiene genutzt. Auch exotische Bienenarten liefern dort hochwertige Honige, die als seltene Spezialitäten gelten, aber bisher kaum in den internationalen Handel gelangen.

## Geschichte

### Geschichte der Nutzung und Kulturelles

Honigjäger auf etwa 8000 Jahre alter Höhlenmalerei aus den Cuevas de la Araña bei Valencia (Spanien)

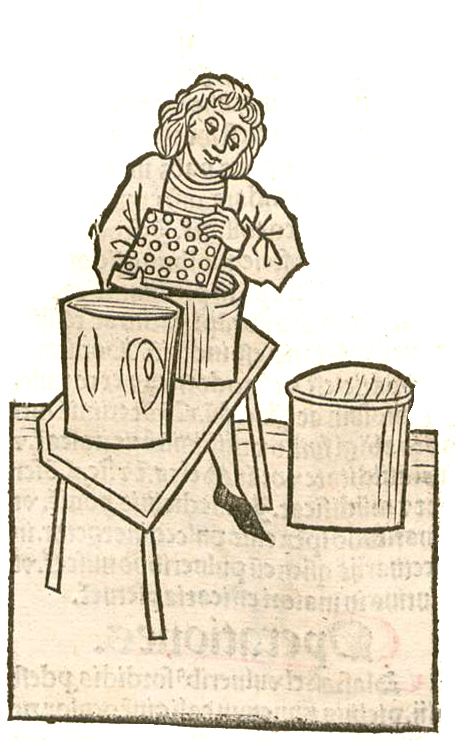
Hortus sanitatis, Mainz 1491. Abbildung zum Kapitel Mel – Honig

Schon in der Steinzeit nutzte der Mensch Honig als Nahrungsmittel, wie es 9000 Jahre alte steinzeitliche Höhlenmalereien mit „Honigjägern“ zeigen. Er war zunächst das einzige Süßungsmittel. Der den wild lebenden Bienenvölkern abgenommene Honig wurde auch als Köder bei der Bärenjagd eingesetzt. Australische Petroglyphen zeigen, dass die Aborigines bereits in vorgeschichtlicher Zeit Buschhonig von stachellosen Bienen sammelten.
Bei Ausgrabungen von Pharaonengräbern in Ägypten wurde Honig als Grabbeigabe gefunden. Um 3000 v. Chr. galt im Alten Ägypten Honig als „Speise der Götter“ und als Quelle der Unsterblichkeit: Ein Topf Honig hatte einen Wert vergleichbar dem eines Esels. Um 400 v. Chr. lehrte Hippokrates, dass Honigsalben Fieber senken und dass Honigwasser die Leistung der Athleten bei den antiken Olympischen Spielen verbesserte.
Nach Augustinus ist der Honig ein Bild für die Zärtlichkeit Gottes und seine Güte. Im Koran wird die Heilwirkung des Honigs beschrieben. In der 16. Sure (an-Nahl, auf Deutsch: ‚Die Biene‘), Vers 68–69, wird berichtet, dass „die Biene durch Eingebung den Befehl bekommen hat, von allen Früchten zu essen und dadurch Honig herzustellen und dass der Honig für den Menschen eine Heilwirkung besitzt“.
Eine der mit Honig zubereiteten Arzneiformen des Mittelalters war das Oximel oder Oxymel (der Sauerhonig oder Essigmet), ein Arzneimittel, das aus Essig und Honig (lateinisch mel) mit einem wirksamen Stoff, etwa „Scylla“, zur Sirupdicke eingekocht wurde.
In einem Kochbuch von 1547 spricht der Autor auch von den damals angenommenen Wirkungen: „Rosenhonig sterket und reinigt den magen/von böser feuchtigkeit/reiniget und heilet gschwer/Feul und Schaden des Munds/Zahnfleisch/Hals und Gurgeln“.
Bevor Zucker industriell aus Zuckerrüben gewonnen wurde, war Honig ein wichtiger, oft auch der einzige Süßstoff. Infolge der Entwicklung von Verfahren zur Herstellung von Haushaltszucker (reine Saccharose) aus Zuckerrüben und Zuckerrohr ist Honig in dieser Hinsicht weitgehend verdrängt worden. In der modernen, weiterverarbeitenden Lebensmittelindustrie spielt er fast keine Rolle mehr. Trotzdem wird Honig als Nahrungsmittel weiterhin geschätzt, zum Beispiel als süßer Brotaufstrich oder als Alternative zum industriell hergestellten Haushaltszucker.

### Wortherkunft
Das deutsche Wort Honig stammt aus dem indogermanischen *kn̥h₂ónks 'goldfarben', wie viele germanische als auch indogermanische Parallelen. Mittelhochdeutsch wurde er als honec und honig bezeichnet, im Althochdeutschen hieß er honag nebst Varianten. Die germanischen Sprachen kennen das Wort alle, zum Beispiel englisch honey, niederländisch honing, niederdeutsch Honnig, schwedisch honung, dänisch honning, schweizerdeutsch Hung und luxemburgisch Hunneg. In anderen indogermanischen Sprachen finden sich die Entsprechungen zweier anderer Wurzeln. Die eine findet sich in Sanskrit मधु madhu für „Honig, Met“, litauisch medus „Honig“ und tocharisch mit „Honig“; auch viele slawische Sprachen haben das Wort „med“ für Honig. Hierauf geht wahrscheinlich auch die deutsche Bezeichnung Met für Honigwein zurück. Aus der tocharischen Form „mit“ leitet sich wahrscheinlich chinesisch 蜜 mì (mittelchinesisch mjit) ab. In der lateinischen Sprache steht mel für Honig, wovon auch die Wörter in den modernen romanischen Sprachen stammen. Der zoologische Name der (westlichen) Honigbiene ist Apis mellifera.

## Gewinnung und Verarbeitung

### Gewinnung

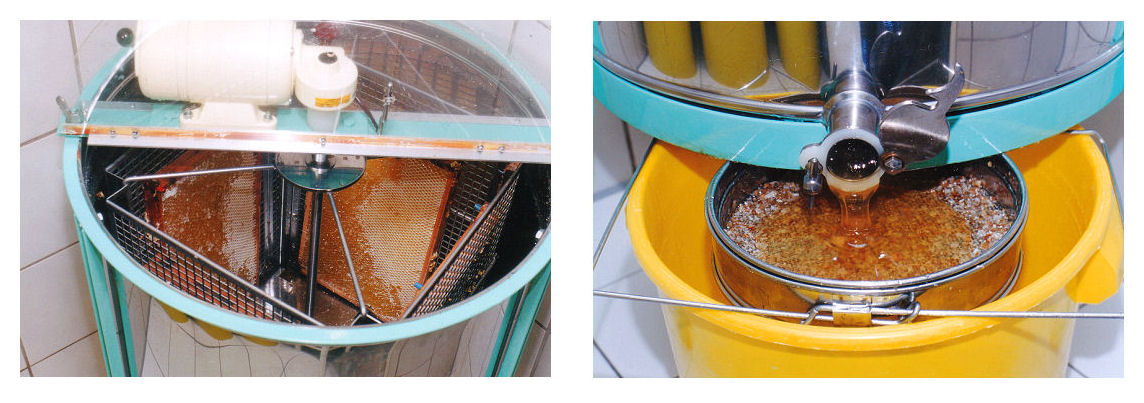
Honigschleuder mit Bienenwaben im Schleuderkorb; ausgeschleuderter Honig läuft durch ein Sieb in den Honigkübel

Für den menschlichen Gebrauch wird Honig
- durch Imker gewonnen, die die Bienenvölker hegen.
- Oder man erhält ihn durch „Raub“, also das Suchen von Wildbienenstöcken, wie es bei Naturvölkern üblich ist.
- In Europa erfolgte die Honigernte vom Mittelalter bis ins späte 19. Jahrhundert auch durch die Zeidler (gewerbliche Suche nach Wildbienen).

Aus der Wabe wird der Honig in einer speziellen Zentrifuge, einer sogenannten „Honigschleuder“, bei Umgebungstemperatur gewonnen. Wichtiger für die Erhaltung der Inhaltsstoffe im Honig ist unter anderem die kühle Lagerung. Honig sollte möglichst nicht über 40 °C erwärmt werden, damit die Inhaltsstoffe erhalten bleiben.
Eine Besonderheit stellt die Gewinnung von Heidehonig wegen seiner geleeartigen Konsistenz dar. Traditionell, in der Heideimkerei, wird dieser gepresst. Dazu werden ausgeschnittene, unbebrütete Wabenstücke in reißfeste Tücher eingeschlagen und bei Raumtemperatur per Spindelpresse ausgepresst. In der modernen Magazinimkerei wird dieser Honig aber auch geschleudert. Dazu wird der Honig „gestippt“ und die Raumtemperatur durch Heizen auf 25 bis 30 °C erhöht. Das Lösen des Honigs durch Stippen beruht darauf, dass kleine Metallstifte mehrmals in die einzelnen Honigzellen eingedrückt und wieder herausgezogen werden, wobei die Mittelwand nicht durchstoßen wird. Zudem können die Metallstifte noch erwärmt werden.

### Verarbeitungssorten

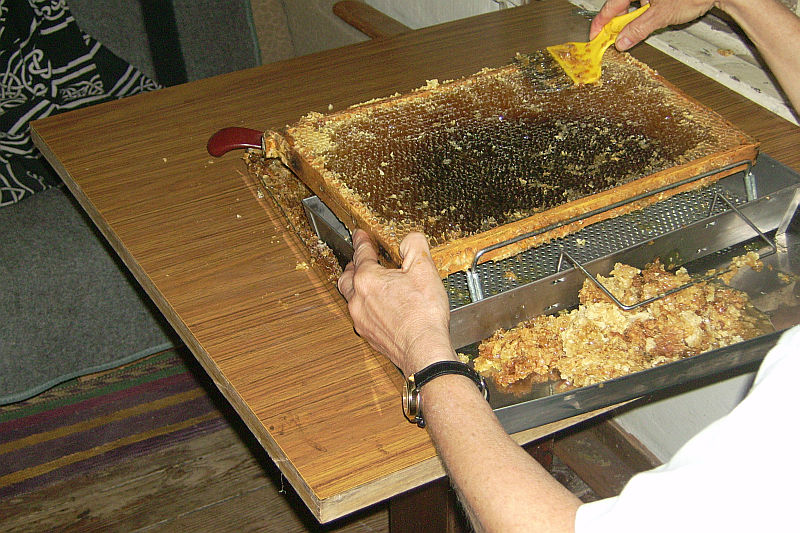
Entfernen der Wachsdeckel vor dem Schleudern mittels Entdeckelungsgabel

Entsprechend der Gewinnung des Honigs unterscheidet man verschiedene Sorten.
SchleuderhonigEr wird durch Ausschleudern der vorher entdeckelten Bienenwaben in einer Honigschleuder unter Ausnutzung der Zentrifugalkraft gewonnen. Schleuderhonig ist seit Beginn des 20. Jahrhunderts die häufigste Honigart.
ScheibenhonigScheibenhonig besteht aus unbebrüteten Wabenstücken aus reinem Naturbau, also vollständig von den Bienen selbst, ohne Mittelwände errichtetes Wabenwerk.
WabenhonigDieser ist ähnlich dem Scheibenhonig, aber der Wabenbau darf sogenannte Mittelwände, vom Imker ins Volk gegebene gepresste Wachsplatten als „Bauvorlage“, enthalten.
Die deutsche Honigverordnung (HonigV) unterscheidet allerdings nicht zwischen Waben- und Scheibenhonig. Hier werden beide Begriffe synonym gebraucht.
Seim-, Tropf-, Press- oder StampfhonigDiese waren bis zum Aufkommen der Honigschleuder weit verbreitet, heute gibt es sie kaum noch. Der Honig wird aus den Waben durch Auslaufenlassen oder Auspressen gewonnen.
Kalt geschleuderter Honig„Kalt geschleuderter Honig“ ist ein irreführender Begriff für Honig, der keinen Hitzeschaden aufweist. Honig wird generell ohne Erwärmung (der Waben) über die im Bienenstock herrschende Temperatur geschleudert. Ursprünglich bedeutete der Zusatz, dass der Honig in Bezug auf die Qualitätsmerkmale Wasseranteil und Fermentgehalt (wie vergleichbar ein kaltgepresstes Pflanzenöl gegenüber heißgepresstem Pflanzenöl) sehr viel bessere Werte aufwies, als die gesetzlichen Bestimmungen in der früheren Honigverordnung das vorschrieben. Diese Zusatzbezeichnung ist nach der seit Januar 2004 geltenden Honigverordnung in Deutschland nicht mehr zulässig. Mit der Einführung der Honigschleuder ist eine Erhitzung des Honigs seit mehr als 100 Jahren nicht mehr nötig.

## Inhaltsstoffe
| In Honig auftretende Zucker und ihr prozentualer Gehalt in Honig |
| ---------------------------------------------------------------- |
| Alpha-D-Glucose 22–41 %                                          |
| Alpha-D-Fructose 27–44 %                                         |
| Saccharose bis zu 5 %                                            |
| Maltose bis zu 5 %                                               |

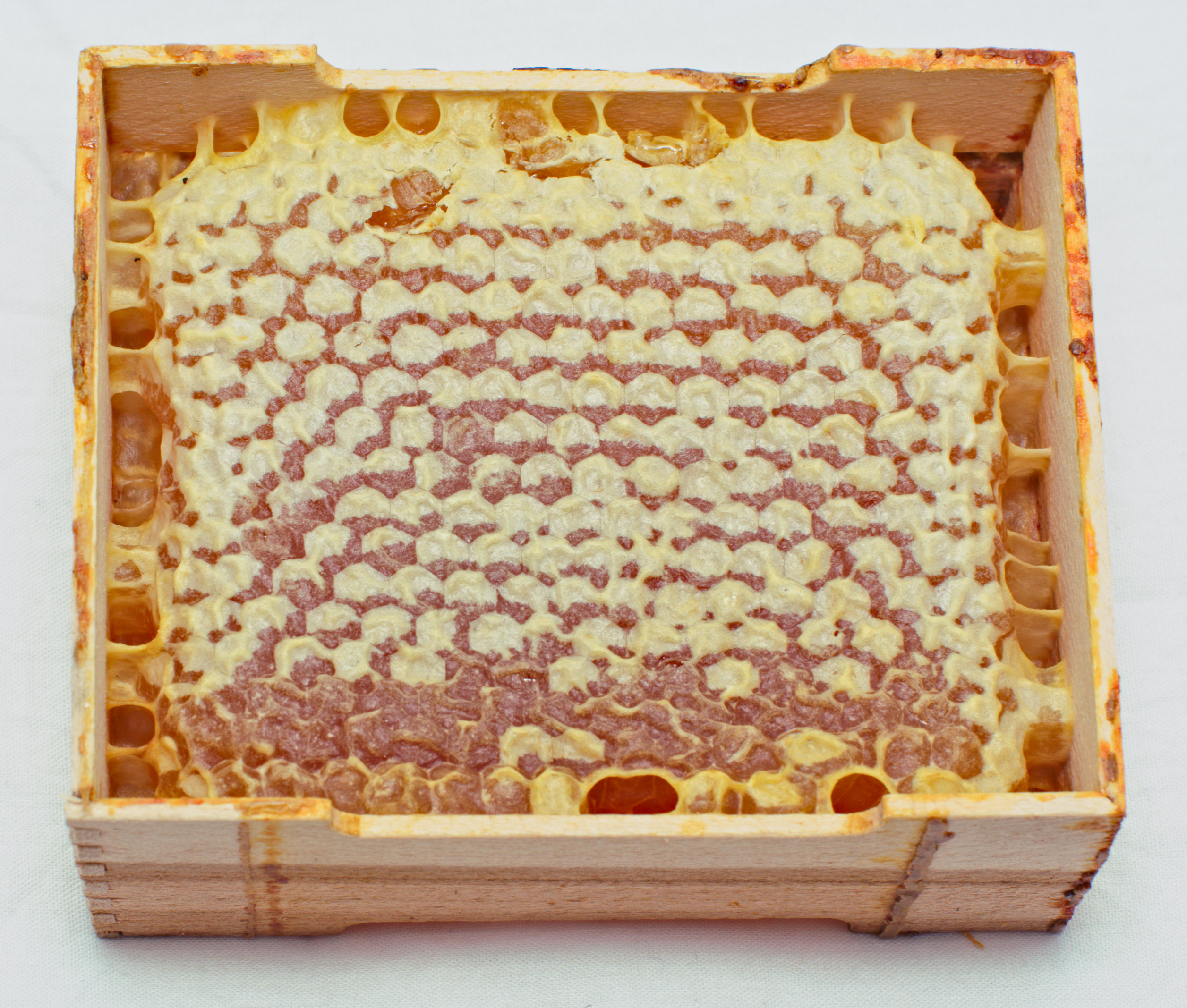
Wabenhonig

Honig ist eine dickflüssige bis feste, teilweise auch kristallisierte Substanz, die hauptsächlich aus den Zuckerarten Fructose (Fruchtzucker, 27 bis 44 %) und Glucose (Traubenzucker, 22 bis 41 %) sowie Wasser (15 bis 21 %, Heidehonig bis 23 %) besteht. Die Fructose überwiegt meist gegenüber der Glucose: Im Durchschnitt sind etwa 38 % Fructose und 30 % Glucose enthalten. Bei manchen Honigsorten weicht die Zusammensetzung jedoch stark ab, beispielsweise ist bei Rapshonig das Verhältnis von Fructose zu Glucose etwa 1,5 : 1. Daneben enthält Honig in geringen Mengen Saccharose, Maltose, Melezitose und weitere Di- und Oligosaccharide, Mineralstoffe, Proteine, Enzyme, Aminosäuren, Vitamine, Farb- und Aromastoffe und Pollen, die zur Herkunftsbestimmung herangezogen werden können. Die Dichte des Honigs beträgt etwa 1,4 kg/l, abhängig vom Wassergehalt. Der ernährungsphysiologische Wert des Honigs ergibt sich in erster Linie aus dem hohen Zuckergehalt, daneben aus den enthaltenen Mineralstoffen und Enzymen. Vitamine liegen normalerweise nicht in bedeutender Konzentration vor. Eine Ausnahme sind allerdings bestimmte Honigsorten aus Gebirgsgegenden, die einen hohen Vitamin-C-Gehalt von 116–240 mg auf 100 g haben. Solcher Honig entsteht aus dem Nektar von Minz- und Thymianblüten und wird beispielsweise im Iran gewonnen.
Die relativ lange Haltbarkeit der meisten Honige beruht auf ihrem hohen Zucker- und dem geringen Wassergehalt, die verhindern, dass sich Bakterien und andere Mikroorganismen (z. B. Hefen) vermehren können, indem diese osmotisch gehemmt werden.
Die Farbe eines Honigs kann zwischen weiß bis hellgelb, gelb, beigefarben, braun und grünschwarz variieren. Sie ist ebenso wie der Geschmack abhängig von den besuchten Blüten oder dem gesammelten Honigtau. Die Konsistenz von Honig reicht von dünnflüssig über cremig bis fest. Sie hängt vom Fructose-Glucose-Verhältnis ab und davon, wie der Honig weiterverarbeitet und gelagert wird. Bei längerer Lagerung kann flüssiger Honig auskristallisieren und damit fest werden; für die Neigung zum Kristallisieren ist jedoch vor allem das Fructose-Glucose-Verhältnis verantwortlich. Ist dieses etwa 1 : 1, so erfolgt die Kristallisation innerhalb weniger Tage. Bei den Honigtauhonigen, etwa dem Tannenhonig, ist das Verhältnis etwa 1,6 : 1. Dieser Honig bleibt über Monate oder sogar Jahre flüssig. Auskristallisierter Honig kann durch Erwärmen wieder verflüssigt werden; eine längere Lagerung bei hohen Temperaturen führt allerdings zu einer schnelleren Alterung, und eine Erwärmung über 40 °C zerstört wichtige, ernährungsphysiologisch wertvolle Inhaltsstoffe. Höhere Temperaturen fördern darüber hinaus die Bildung von HMF, einem Abbauprodukt vieler zuckerhaltiger Lebensmittel mit möglicherweise gesundheitsschädigender Wirkung. Daneben enthält Honig 1–14 % Mehrfachzucker. Zusätzlich sind als Enzyme Saccharase (20–200 U/kg), Glucose-Oxidase (10–300 U/kg), Phosphatase (7–40 U/kg) und Amylase enthalten. Die für den Geruch verantwortlichen flüchtigen Aromastoffe sind 2-Phenylethanol, Methylphenylacetat, Ethylphenylacetat, Nonansäure, Anethol und Phenylallylalkohol.

## Wirtschaftliche Bedeutung
2021 wurden laut der Ernährungs- und Landwirtschaftsorganisation FAO weltweit 1.622.604 t Honig geerntet.
| Rang | Land                | Menge   |
| ---- | ------------------- | ------- |
| 1    | Volksrepublik China | 472.700 |
| 2    | Türkei              | 96.344  |
| 3    | Iran                | 77.152  |
| 4    | Argentinien         | 71.318  |
| 5    | Ukraine             | 68.558  |
| 6    | Indien              | 66.278  |
| 7    | Russland            | 64.533  |
| 8    | Mexiko              | 62.080  |
| 9    | Vereinigte Staaten  | 57.364  |
| 10   | Brasilien           | 55.828  |
| …    |                     |         |
| 17   | Deutschland         | 19.600  |
| …    |                     |         |
| 34   | Österreich          | 4.100   |
| …    |                     |         |
| 70   | Schweiz             | 1.316   |

## Nutzung

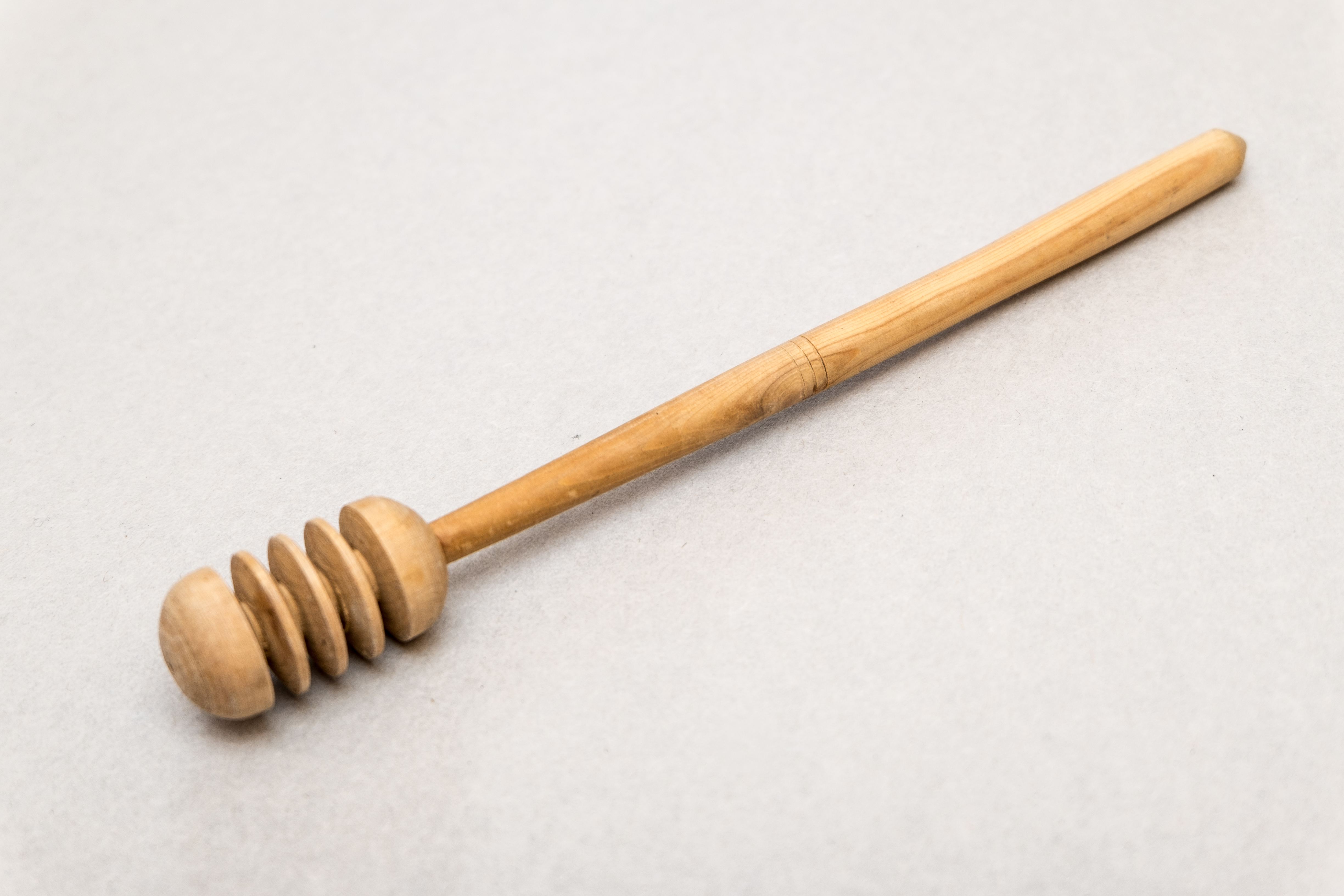
Gedrechselter Honiglöffel („Honigheber“)

### Als Nahrungsmittel
Der Pro-Kopf-Verbrauch beträgt in Deutschland etwa 1 kg pro Jahr. Die Honigernte in Deutschland hat im Jahr 2020 29.249 Tonnen betragen, nach 24.080 Tonnen im Jahr 2019. Der Selbstversorgungsgrad für Honig im Jahr 2020 lag in Deutschland bei 33 %.
Deutschland hat im Jahr 2020 rund 88.000 Tonnen Honig importiert, der aus 59 Ländern innerhalb und außerhalb der Europäischen Union stammt. Der Import nach Deutschland im Jahr 2020 betrug aus EU-Ländern 27.118 Tonnen (30,8 %), aus Nicht EU-Ländern 60.948 Tonnen (69,2 %). Die 15 größten Importländer importierten im Jahr 2020 80.502 Tonnen bzw. 91,4 % nach Deutschland. Die drei größten Lieferländer aus Nicht EU-Ländern im Jahr 2020 waren die Ukraine (15.741 Tonnen, 17,9 %), Mexiko (13.530 Tonnen, 15,4 %) und Argentinien (12.748 Tonnen, 14,5 %). Die drei größten Lieferländer aus EU-Ländern waren Rumänien (5.487 Tonnen, 6,2 %), Bulgarien (4.792 Tonnen, 5,4 %) und Ungarn (4.630 Tonnen, 5,3 %).
Komplette Honigwaben, also Wachs mit Honig und Brut, dienen in Afrika und bei sonstigen Naturvölkern als Nahrungsmittel (zu Insekten als Nahrung siehe Speiseinsekten und Entomophagie beim Menschen).

### Honigarten
Honige verschiedener botanischer Herkunft unterscheiden sich nicht nur in Geschmack, Geruch und Farbe voneinander. Auch das Spektrum an Wirkstoffen ist für jede Nektar oder Honigtau erzeugende Pflanze typisch.
Oft wird das Aroma eines Honigs durch den Nektar einer Massentracht dominiert, wobei sogenannte „Beitrachten“ dem Honig die besondere Geschmacksnote verleihen. Imker können nur bedingt Einfluss darauf nehmen, wo und was die Bienenvölker eintragen.
Ist der Honig mit einer botanischen Herkunftsangabe versehen, so muss der Honig überwiegend, das heißt zu mehr als 50 %, aus der beschriebenen Quelle entstammen. Das wird unter anderem über Geschmack, Pollengehalt (Melissopalynologie) und elektrische Leitfähigkeit bestimmt. Um solche typischen Honige zu gewinnen, ist es meist notwendig, die Bienenvölker zu entsprechenden Standorten zu transportieren, vgl. Wandern (Bienen).
„Primäre Einstäubung“
Der am häufigsten vorkommende Pollen wird „Leitpollen“ genannt und meistens dient er der Deklarierung der Honigsorte. Die Zahl der Pollen ist aber nicht immer äquivalent mit dem Nektareintrag aus dieser Pflanzenart oder -gattung. Je nachdem wie viele Pollen eine Pflanze produziert, wie der Blütenbau und die Blütenstellung sind, gelangen mehr oder weniger Pollen in den Nektar. Bei der Kastanie sammeln die Nektarien am Grund des Blütenstandes eine größere Menge der sowieso zahlreichen kleinen Pollen auf, wodurch Kastanienpollen im Kastanienhonig überrepräsentiert ist. Die Akazie weist eine geringe Pollenproduktion auf, die hängenden Blüten der Linde bewirken, dass weniger Pollen in den Nektar fallen, sodass Pollen der Akazie oder Linde im jeweiligen Honig unterrepräsentiert sind.
„Sekundäre Einstäubung“
Gelangen Pollen nach dem Eintrag des Nektars in den Honig (beispielsweise wenn Pollen im Haarkleid der Bienen haften geblieben sind oder durch Abstreifen von anderen Bienen) so wird das Pollenbild durch „sekundäre Einstäubung“ verfälscht.
„Tertiäre Einstäubung“
Wird bei der Honigernte, beim Schleudern und häufig beim Pressen (Presshonig), Bienenbrot angekratzt, so wird dies „tertiäre Einstäubung“ genannt.

#### Blütenhonige

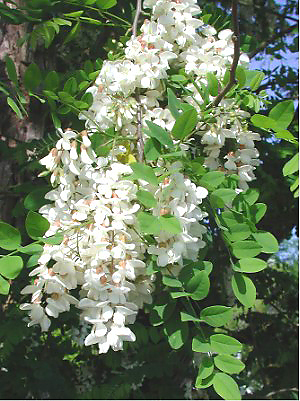
Die Gewöhnliche Robinie liefert den sogenannten „Akazienhonig“

Blütenhonig wird der Honig aus dem Blütennektar von Pflanzen genannt – im Gegensatz zum Honig aus Honigtau (siehe weiter unten). Die meisten Blütenhonige kristallisieren nach ein bis sechs Wochen. Eine Ausnahme bildet zum Beispiel Akazienhonig, der oft zwölf Monate flüssig bleibt. Durch intensives Rühren während der Kristallisationsphase kann der Zustand des Honigs beeinflusst werden. Dabei werden die sich bildenden Zuckerkristalle mechanisch zerkleinert und es entsteht ein feincremiger, weicher Honig. Man spricht hier auch von einer feinsteifen Konsistenz.
Blütenhonig – von verschiedenen TrachtpflanzenBlütenhonig ist die allgemeine Sortenbezeichnung für einen Honig, der nicht überwiegend von einer Trachtpflanze stammt. In Süddeutschland wird zum Beispiel häufig ein Honig aus der Tracht von Obstblüte und dem gleichzeitig vorkommenden Löwenzahn als Blütenhonig bezeichnet. Dieser Blütenhonig hat eine hellgelbe Farbe und einen relativ milden Geschmack.
Akazienhonigist eine in Deutschland verbreitete Bezeichnung für Robinienhonig, also überwiegend aus Nektar von Blüten der Robinie (Robinia pseudoacacia L., auch falsche Akazie oder Scheinakazie genannt) geerntet, von mildem, schwach blumigem Geschmack und sehr gut zum Süßen von Tee und Backwaren geeignet. Robinienhonig bleibt extrem lange flüssig und hat eine wasserhelle bis hellgelbe Farbe. Obwohl die deutsche Honigverordnung streng korrekte Herkunftsbezeichnungen verlangt, allein die Kennzeichnung von Blütenhonig tatsächlich überwiegend vom Nektar echter Akazien so erlaubte und jede gewerbliche Vermarktung unter botanisch falscher Bezeichnung unter Strafe verbietet, ist der Name Akazienhonig im Handel wohl wegen einer bei Verbrauchern gesehenen unmissverständlichen Wortkenntnis geduldet.
Buchweizenhonigvom Echten Buchweizen besitzt ein sehr kräftiges, rübensirupartiges Aroma. Er ist für einen Blütenhonig ungewöhnlich dunkel.
Edelkastanienhonigaus Maronenwäldern ist ein sehr kräftiger, herber, im Nachgeschmack etwas bitterer Honig. Typischer Standort in Deutschland ist der Pfälzerwald, der über große, mit Edelkastanien bestandene Flächen verfügt. Der Nektar wird dabei nur zum Teil aus den Blüten gesammelt, andernteils stammt er aus den Blattachseln (extraflorale Nektarien). Der Honig hat eine rotbraune Farbe und bleibt einige Monate flüssig.
Heidehonigaus Heidegebieten hat ein kräftiges, herbes Aroma. Er wird in Deutschland nahezu ausschließlich von Besenheide gewonnen. Typisch für diesen Heidehonig ist seine geleeartige Konsistenz, die von einem hohen Gehalt an Eiweißverbindungen herrührt. Heideblütenhonig von Erica kann kristallin oder flüssig und weniger bitter sein.
Kleehonigvon Weißkleefeldern hat eine sehr dünne Konsistenz, einen milden Geschmack und ein weißes bis elfenbeinfarbenes Aussehen.
Lindenhonigvon Lindenbäumen ist ein extrem süßer Honig von typisch fruchtigem, leicht minzigem Geschmack. Er hat eine grünlich-weiße, manchmal auch gelbliche Farbe.
Löwenzahnhonigvon blühenden Löwenzahnwiesen im Frühjahr kann nur von Standorten geerntet werden, an denen zur gleichen Zeit nicht Raps oder Obstbäume blühen. Er ist ein Honig von sehr kräftigem, aromatischem, recht süßem Geschmack mit einer typisch gelben Farbe.
Phaceliahonigvon der Phacelia ist, bedingt durch die Zunahme an Stilllegungsflächen in der Landwirtschaft, seit einigen Jahren als Sortenhonig verfügbar. Er hat ein mildes, aber typisches Aroma und ist von hellbeiger bis weißer Farbe sowie oft glasig.
Rapshonigvom Raps ist ein cremiger oder auch fester, weißer bis elfenbeinfarbener Honig mit charakteristischem milden Aroma.
Sonnenblumenhonigvon Sonnenblumenfeldern hat einen charakteristischen, kräftigen Geschmack. Er riecht etwas harzig und hat eine typisch hellgelbe bis orange-gelbe Farbe.

#### Importsortenhonige
Eukalyptushonigzum Beispiel aus Italien ist ein würziger Honig, der besonders gerne zum Süßen von Kräutertees bei Atemwegsinfekten verwendet wird. Der Honig riecht leicht nach Eukalyptus, schmeckt aber nicht danach.
Jellybush-Honigstammt vom Jellybush (Leptospermum polygalifolium), der in Australien beheimatet ist. Wie dem neuseeländischen Manuka-Honig wird ihm gesundheitlicher Nutzen nachgesagt. Aufgrund dieser Gemeinsamkeiten spricht man auch vom „Australischen Manuka“. Der Name Jellybush für die Pflanze rührt daher, dass der Honig geleeartig kristallisiert.
Lavendelhonigvom Lavendel ist ein in Frankreich (Provence) produzierter Honig mit deutlichem Lavendelaroma, der von den Lavendelfeldern herrührt.
Manuka-Honigaus Neuseeland ist eine Honigsorte, die aus dem Blütennektar des Manukas (lat. Leptospermum scoparium) gewonnen wird.
MoltebeerhonigHillasuonhunaja aus Lappland ist eine der seltensten Honigarten der Welt. Die europäische Gegend nördlich des Nordpolarkreises wird als Honiglieferant gern unterschätzt, ist aber letztlich schon seit 60 Jahren im Geschäft. Hier sind pro Jahr bis zu drei Honigernten möglich. Jede Jahreszeit hat ihre eigenen Blütentrachten.
Orangenblütenhonigvon der Orange, zum Beispiel aus Spanien
Tasmanischer LederholzhonigIn Australien wird der tasmanische Lederholzhonig aufgrund seines einmaligen Geschmacks geschätzt.
Thymianhonigvom Thymian, zum Beispiel aus Kreta, Lipsi (Insel). Aus dem Mittelmeerraum stammen viele sehr aromatische Honige von zum Teil harzigen und strauchigen Pflanzen. Eine Sorte dieser Art ist der Thymianhonig aus Kreta.
Tupelohonigvom Ogeche-Tupelobaum. Aus Florida stammt der Tupelohonig, der Süße mit einem schweren würzigen Aroma verbindet. Seine Farbe ist hellgold mit grünlichem Schimmer. Der reine Honig hat doppelt so viel Fruchtzucker 46 % wie Traubenzucker mit 23 % und kristallisiert deshalb nicht. Besungen wird er von Van Morrison in seinem Album Tupelo Honey.

#### Weidenhonig
Weidenhonig ist in Europa selten, da die Weiden sehr früh im Jahr blühen, wenn die Bienenvölker den gesammelten Nektar für die eigene Aufzucht benötigen. Der Weidenhonig ist sehr hell und schwach im Aroma.

#### Honig aus Honigtau

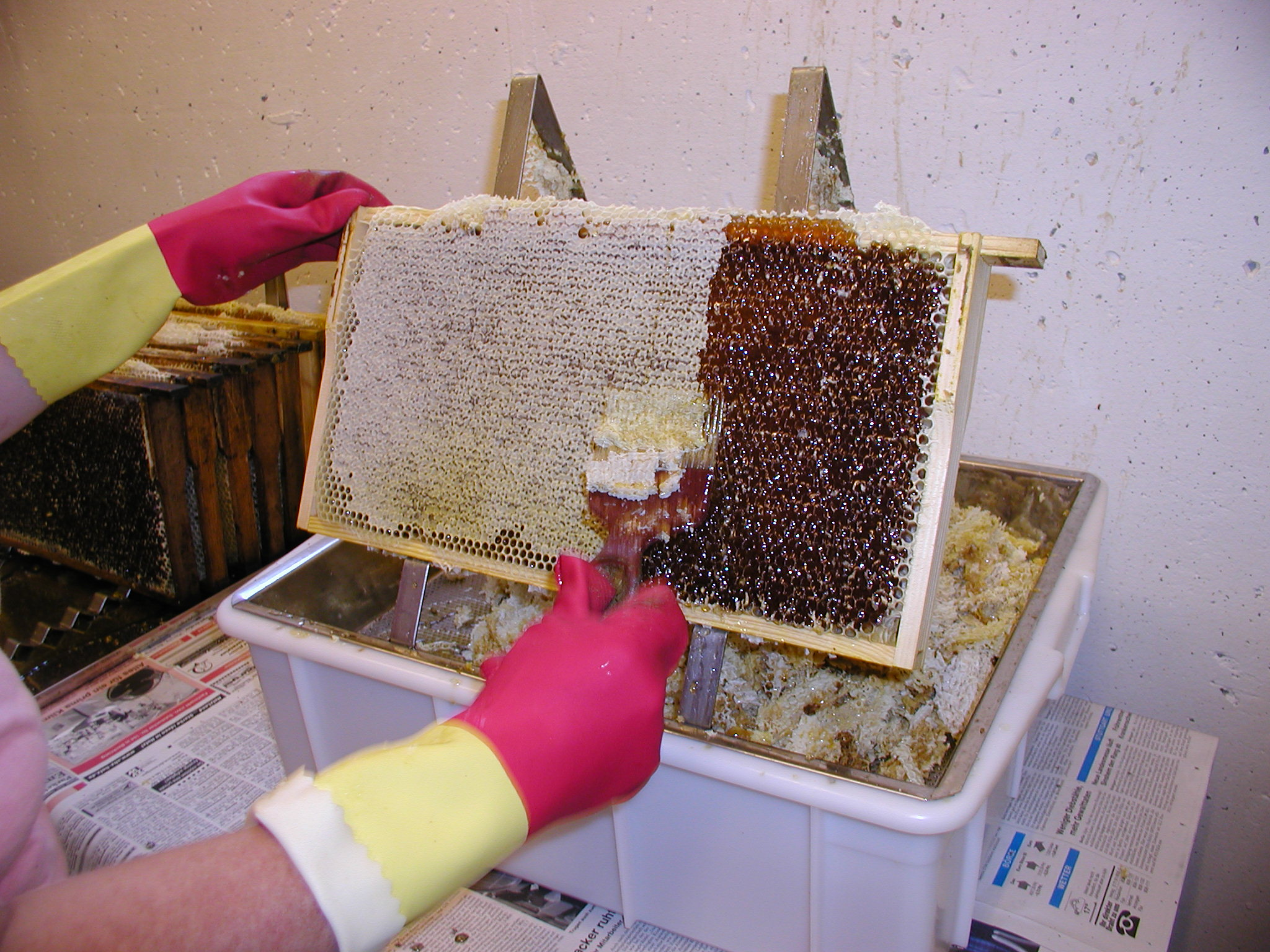
Entdeckeln einer Wabe mit rötlichem Tannenhonig

Honigtauhonig wird von Bienen erzeugt, welche die zuckerhaltigen und ballaststoffreichen Ausscheidungen von Pflanzenläusen, den Honigtau, sammeln. Dieser Honig hat meist eine deutlich dunklere Farbe als Honig aus Blütennektar und bleibt lange flüssig.
WaldhonigWaldhonig ist die Bezeichnung für Honigtauhonig nicht überwiegend von einer Pflanzenart, der aber vollständig von Pflanzen aus Wäldern stammt. Städtische Parkanlagen gelten dabei nicht als Wald. Quellen sind Schild- und Rindenläuse auf Fichten, Douglasien, Kiefern und Tannen, oft ist auch ein gewisser Anteil von Nektar aus Blütenpflanzen vorhanden. Dieser darf aber nicht überwiegen. Er hat einen kräftigen, leicht herben, oft harzig-malzigen Geschmack und ist von hell- bis dunkelbrauner Farbe.
BlatthonigBlatthonig ist der Honigtauhonig von Laubbäumen, wie etwa Eiche und Ahorn. Er ist ebenfalls kräftig, manchmal sogar karamellartig im Geschmack.
TannenhonigDamit oder als Weißtannenhonigtauhonig wird im Allgemeinen der Honigtauhonig von der Weiß-Tanne (Abies alba) bezeichnet, von der es größere Bestände im Schwarzwald, im Schwäbischen und im Bayerischen Wald gibt. Typischer Tannenhonig hat einen kräftig würzigen, intensiv harzig-malzigen Geschmack und im Glas gegen das Licht gehalten einen grünlich-schwarzen, tief- oder rotbraunen Farbton. Es gab zum Beispiel im Jahr 2003 einen Tannenhonig mit rötlichem Farbton (siehe Bild). Weißtannenhonig bleibt mehrere Monate, manchmal sogar jahrelang zähflüssig.
Im allgemeinen Sprachgebrauch wird oft nicht zwischen Wald- und Blatthonig unterschieden – beide Begriffe bezeichnen jeglichen Honig, der aus Honigtau entstanden ist.

#### Gefilterter Honig
Durch ein spezielles Filterverfahren (Maschengröße kleiner Pollengröße) werden dem Honig die eiweißhaltigen Pollen entzogen. Seine Vitamine, Mineralstoffe und Enzyme behält er, sofern er nicht erhitzt wird. Dieser Honig ist umstritten, denn durch den Entzug von Pollen wird der deutschen Honigverordnung nicht mehr entsprochen. Laut EU-Richtlinien ist der Vertrieb als Honig jedoch erlaubt. Somit ist ein territorialer Herkunftsnachweis, der mittels Pollenanalyse erstellt wird, nicht mehr möglich. Des Weiteren ist auch eine Manipulation (Streckung des Honigs mit Zucker) derzeit nicht nachweisbar. Vorteile der Filtration liegen bei einer besseren Honigverträglichkeit bei Pollenallergikern sowie einer feincremigeren Beschaffenheit des Honigs.

### Honiggetränke

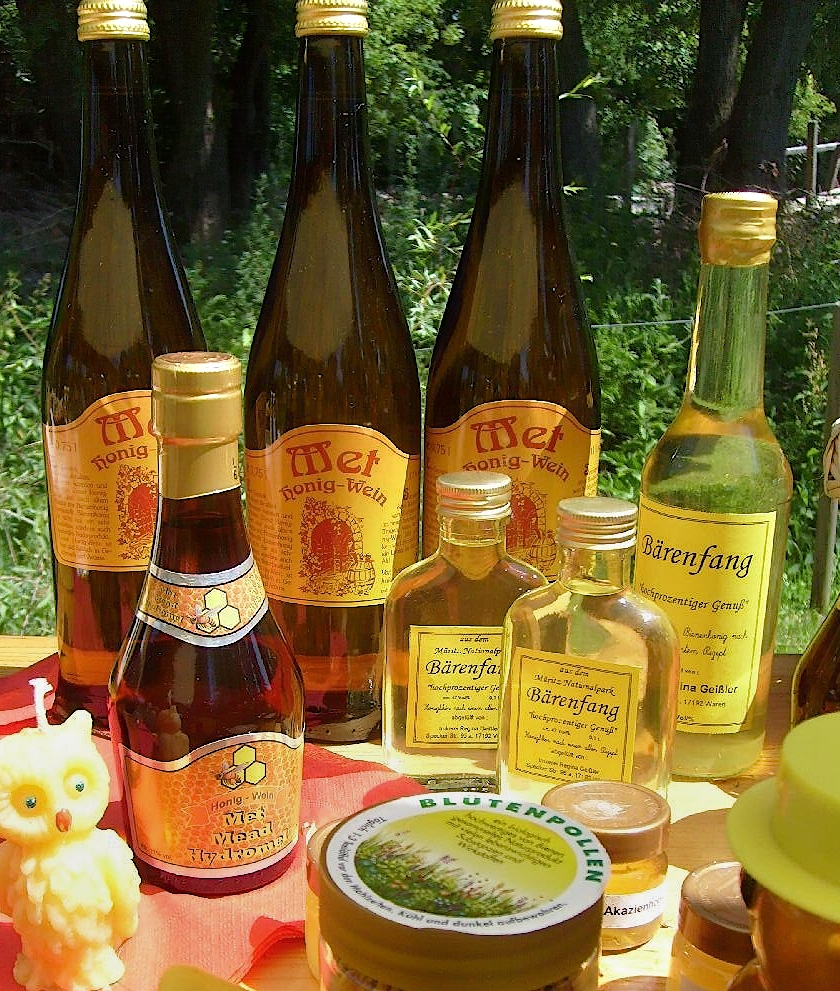
Verschiedene Honiggetränke (v. l. n. r.): Honig-Wein, Met und Bärenfang; vorne u. a. ein Glas mit Blütenpollen

Aufgrund seines charakteristischen Geschmacks und seines hohen Zuckeranteils ist Honig ein universeller Grundstoff zur Getränkezubereitung. Die im Honig gelösten Zucker werden einerseits als Rohstoff für die alkoholische Gärung eingesetzt, andererseits dient Honig als Süßungsmittel und Würzkomponente in alkoholischen oder nichtalkoholischen Getränken.
Auf vergorenem Honig basierende Getränke sind
- Honigbier, ein unter Zugabe von Honig gebrautes Bier
- Medovina und Gvirc, weinähnliche Spezialitäten aus Kroatien
- Medowucha, ein mit Honig gesüßter russischer Beerenwein
- Met, der klassische Honigwein
- Tej, ein äthiopischer Honigwein

Getränke mit unvergorenem Honig als Würz- oder Süßungsmittel:
- Bärenfang, ein Honiglikör
- Krupnik, ein süßer Honig-Wodka-Likör aus Polen und Litauen
- Mulsum, eine antike römische Weinzubereitung
- Ron miel, mit Wasser und Honig verschnittener Rum oder Aguardiente von den Kanarischen Inseln[25]
- Mamajuana, Getränk aus der Dominikanischen Republik bestehend aus Rum, Rotwein, Honig sowie Hölzern und Kräutern
- Drambuie, ein schottischer Likör aus Malt Whisky, Grain Whisky, Kräutern und Heidehonig

### Gesundheitsbezogene Verwendung
Neben anderen Bienenprodukten wird Honig auch in der Naturheilkunde im Rahmen der Apitherapie eingesetzt. 
Die konservierende und „reinigende“ (entzündungshemmende) Wirkung von Honig war bereits im Altertum bekannt und auch im Hochmittelalter wurde Honig dementsprechend therapeutisch unter anderem als Wundheilmittel genutzt. Sowohl im Ersten wie im Zweiten Weltkrieg wurde in deutschen Lazaretten standardmäßig Honig zur Wundbehandlung verwendet und mit pflanzlichen, tierischen oder mineralischen Stoffen kombiniert.
Honig wurde etwa als Wundauflage benutzt, da er leicht antiseptisch wirkt und zudem in Wunden vorhandenes totes Gewebe abbaut. Die antiseptische Wirkung wird zwar unter anderem durch Wasserstoffperoxid erzeugt, der Stoff spielt aber aufgrund des geringen Anteils nur eine untergeordnete Rolle im Gesamtgemisch. Es gibt erste experimentelle, zu bestätigende Resultate, dass die entzündungshemmende Wirkung von Honig auf der Wirkung von darin enthaltenen Polyphenolen bzw. Flavonen (Chrysin, Quercetin, Myricetin, Kaempferol, Ellagsäure, Gallussäure und Kaffeesäure) zurückzuführen ist. Spezielle Manuka-Honigsorten finden daher zunehmend Verwendung bei der Wundbehandlung.
Größere veröffentlichte Studien zeigen keine klinische Evidenz für Honigprodukte zur Heilung chronischer Wunden. Für die Anwendung auf nicht-chronischen Wunden, wie sie zum Beispiel infolge einer Verletzung, eines chirurgischen Eingriffs oder nach Strahlentherapie vorkommen, gibt es bislang nur wenige tierexperimentelle oder klinische Studien. Normaler Honig ist bis heute weder als Arzneimittel noch als Medizinprodukt zur Wundtherapie zugelassen und sollte deshalb keine Verwendung bei Wunden finden. Eine Ausnahme bilden zur Behandlung von Wunden ausgewiesene Fertigpräparate wie etwa das unter dem Namen Medihoney im August 2005 europaweit zugelassene Medizinprodukt und andere. Medihoney wird aus dem Blütennektar verschiedener Leptospermum-Arten gewonnen (siehe Manuka-Honig) und enthält als weitere Komponente einen Blütenhonig mit einem hohen Anteil des Enzyms Glucose-Oxidase. Das Gemisch wird durch Bestrahlung keimfrei gemacht. Mehrere deutsche Kliniken setzen Medihoney in der Wundversorgung ein. Naturbelassener Honig oder Honig „aus dem Glas“ eignet sich nicht zur Wundbehandlung. Zwar können sich viele Keime im Honig nicht vermehren, aber es kann nicht ausgeschlossen werden, dass sie als Verunreinigung im Honig vorhanden sind. Außerdem verhindert Honig das Wachstum von Schimmelpilzen nicht. Der für medizinische Zwecke angewandte Honig wird deshalb vor der Anwendung mit Hilfe von Gammastrahlen sterilisiert. Im Gegensatz zur thermischen Sterilisation werden dabei die an der Heilwirkung maßgeblich beteiligten Enzyme nicht zerstört. Pharmazeutische Honig-Qualitäten müssen den allgemeinen Arzneibuchanforderungen an Verunreinigungen entsprechen; der 5-HMF-Gehalt ist auf maximal 80 ppm beschränkt.
Traditionell wird Honig bei erkältungsbedingtem Husten eingesetzt. Tatsächlich bescheinigt eine bei Cochrane publizierte Metastudie eine mittelmäßig effektive Hustenlinderung.
Im 16. Jahrhundert wurde in einem Werk der traditionellen chinesischen Medizin, dem Bencao Gangmu (本草綱目), eine „in Honig eingelegte Mumie“ als Mittel zur Behandlung von Knochenbrüchen erwähnt.

### Lagerung und Behandlung

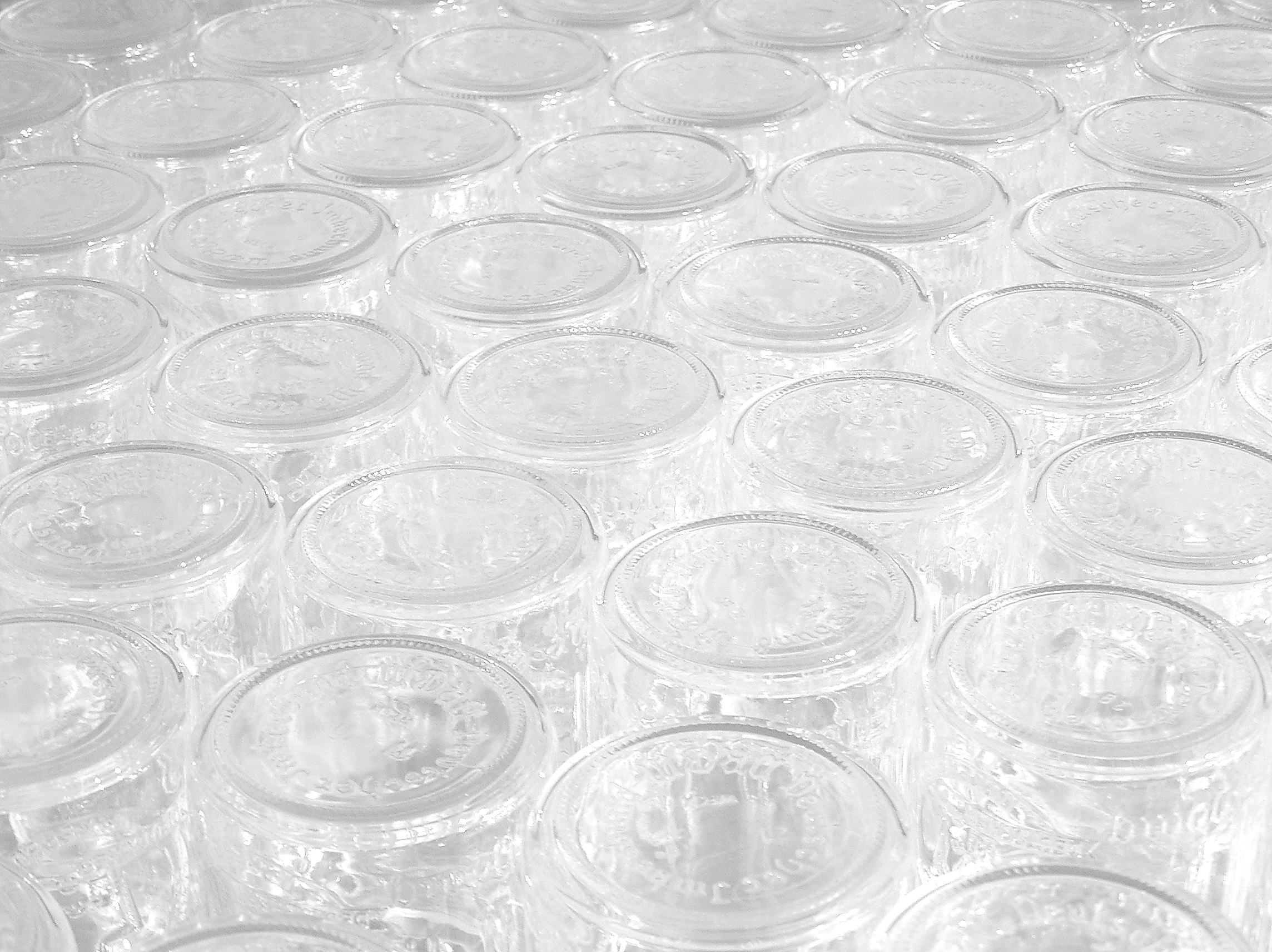
Leere Honiggläser vor der Abfüllung

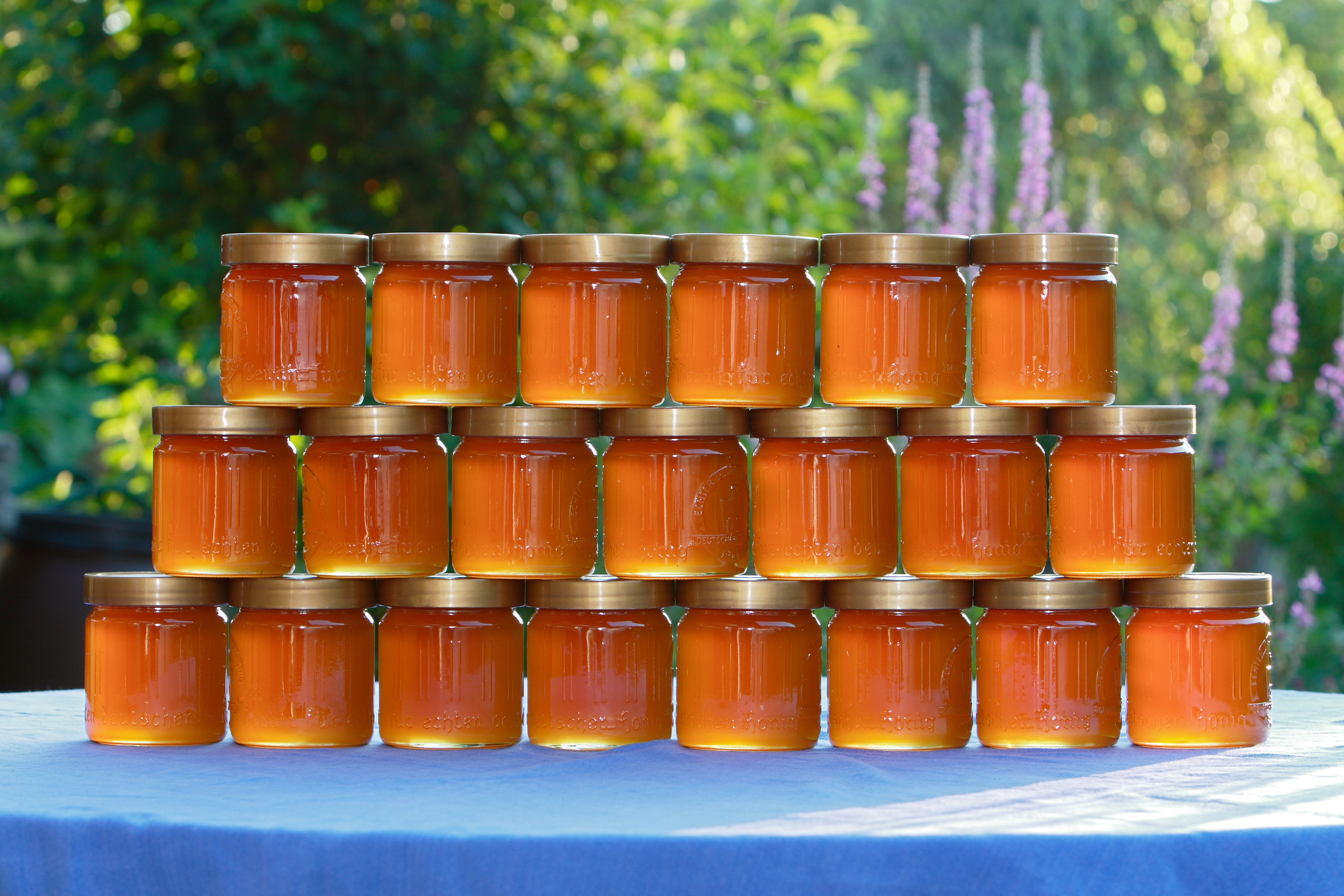
Befüllte Honiggläser

Das Institut für Bienenkunde Celle des LAVES hat die Lagerung von Honig bei unterschiedlichen Temperaturen untersucht. Im Einzelnen wurden die Parameter Invertaseaktivität, Diastaseaktivität, HMF-Gehalt, Konsistenz, Gärung und mit der Gärung einhergehend Gärungsparameter wie Hefe-, Ethanol- und Glyceringehalt eruiert. Im Rahmen der Untersuchung wurde festgestellt, dass „eine Lagerung bei 4 °C […] über einen sehr langen Zeitraum zu keiner Veränderung des Honigs [führt]“ und auch bei 15 °C die Lagerzeit noch „bei deutlich über 3,5 Jahren“ liegt. Allerdings merken sie auch an: „Sobald Honig über 18 °C gelagert wird, treten nach relativ kurzen Zeiträumen Veränderungen auf.“ Der HMF-Grenzwert der Honigverordnung wird in der Untersuchung bei dieser Temperatur bereits nach 1,5 bis 3 Jahren überschritten. Des Weiteren fanden sie heraus, dass man „bei der Lagerung über 18 °C […] mit dem Beginn der Entmischung rechnen [muss], die wiederum die Gärung positiv beeinflussen kann.“
Honig sollte möglichst kühl und dunkel sowie in trockener geruchsneutraler Umgebung gelagert werden, damit die Enzyme und Aromastoffe möglichst erhalten bleiben. Bei der Erwärmung über 40 °C gehen wichtige Inhaltsstoffe (Enzyme) verloren. In der Mikrowelle sinkt der Enzymgehalt bereits nach wenigen Sekunden auf Null. Daher sollte man den Honig nicht kochen oder beim Kochen zugeben. Die kurzzeitige Erwärmung beim Süßen heißer oder warmer Getränke ist aber vertretbar, da das Getränk sich im Körper relativ schnell abkühlt und aufgenommen wird.
Auskristallisierter Honig lässt sich durch gelindes Erwärmen in einem Wasserbad schonend erwärmen und (vorübergehend) wieder verflüssigen.
Bei längerer Lagerung über einige Monate finden im Honig allerdings Veränderungen statt. Das sind insbesondere Änderungen der Zuckeranteile, so wird aus im Honig vorhandener Saccharose mit dem Enzym Saccharase zusätzlich Fructose und Glucose gebildet. Im Laufe der Zeit werden die Enzyme inaktiviert und die Farbe kann sich wegen einer ablaufenden Maillard-Reaktion (Reaktion von Glucose mit Aminosäuren, z. B. L-Prolin) intensivieren. Diese Maillard-Reaktion läuft bereits bei der Honigreifung ab und ist für die gelbe bis braune Farbe verantwortlich. Im Laufe der Zeit kann auch eine weitere Kristallisation stattfinden, wobei sich über einem glucosehaltigen kristallinen Bodensatz eine fructosehaltige flüssige Schicht bildet. Diese Änderungen sind aber für die Verwendung wenig bedeutungsvoll, da die ernährungsphysiologische Bedeutung des Honigs im Grunde nur auf dem Zucker beruht. Zu beachten ist aber, dass bei längerer Lagerung der Anteil an Hydroxymethylfurfural (HMF), das ein Nebenprodukt der Maillard-Reaktion ist, zunehmen kann.

## Lebensmittelrecht
Honig als Lebensmittel wird durch die Richtlinie 2001/110/EG über Honig und die deutsche Honigverordnung geregelt. Demzufolge darf dem Honig nichts hinzugefügt und nichts entzogen werden. Damit ist der Honig zu 100 % naturbelassen. Eine Ausnahme bildet der sogenannte Gefilterte Honig. Diesem wird durch Mikrofilterung der natürlich vorhandene Pollenanteil (etwa 0,5 %) entzogen, damit der Honig nicht so leicht auskristallisiert und somit länger flüssig bleibt. Dadurch kann er dann auch in einer Quetschflasche, ähnlich wie bei Senf oder Ketchup, vermarktet werden. Ein weiteres verarbeitetes Produkt ist Honigpulver, das durch Gefriertrocknung entsteht, mit einem Wassergehalt von dann nur noch 5 %.
Nach der Honigverordnung vom 16. Januar 2004 muss auf der Honigverpackung ein Mindesthaltbarkeitsdatum (MHD) angegeben werden. Die Festlegung des MHD liegt in der Verantwortung des Imkers oder Abfüllers. Meist wird eine Mindesthaltbarkeitsdauer von zwei Jahren ab dem Zeitpunkt des Abfüllens angegeben. Grundsätzlich ist Honig bei kühler und trockener Lagerung, zusätzlich möglichst vor Licht geschützt, auch wesentlich länger haltbar.

### Definition
Für die Vermarktung in der EU darf nur als Honig bezeichnet werden „der natursüße Stoff, der von Bienen der Art Apis mellifera erzeugt wird, indem die Bienen Nektar von Pflanzen oder Absonderungen lebender Pflanzenteile oder sich auf lebenden Pflanzenteilen befindliche Sekrete von an Pflanzen saugenden Insekten aufnehmen, durch Kombination mit eigenen spezifischen Stoffen umwandeln, einlagern, dehydrieren und in den Waben des Bienenstocks speichern und reifen lassen“. Das EU-Recht definiert Honigarten nach der
- Herkunft als
  - Blütenhonig aus dem Nektar von Blüten oder
  - Honigtauhonig, der hauptsächlich aus auf lebenden Pflanzen befindlichen Ausscheidungen pflanzensaugender Insekten (Hemiptera) oder aus Absonderungen lebender Pflanzenteile stammt, und nach der
- Herstellung oder Angebotsform als
  - Tropfhonig, Schleuderhonig und Presshonig, die auch nur kurz als „Honig“ gekennzeichnet sein dürfen, und
  - Wabenhonig oder Scheibenhonig (gehandelt in ganzen oder geteilten Waben), Honig mit Wabenteilen oder Wabenstücke in Honig und gefilterter Honig sowie als
  - Backhonig, der fremden Geschmack oder Geruch haben, in Gärung übergegangen oder überhitzt worden sein kann, sich noch für industrielle Zwecke oder als Zutat für andere, verarbeitete Lebensmittel eignet und mit „nur zum Kochen und Backen“ gekennzeichnet sein muss.[43]

### Analytische Verfahren zur Bestimmung der Inhaltsstoffe
Zur zuverlässigen qualitativen und quantitativen Bestimmung von Inhaltsstoffen der verschiedenen Honige werden heute meist chromatographische Verfahren eingesetzt. Die Gaschromatographie und die HPLC sind häufig in der Kopplung mit der Massenspektrometrie die Methoden, mit denen sowohl die Hauptinhaltsstoffe wie Glucose und Fructose als Monosaccharide, aber auch Di- und Trisaccharide sowie die mehr oder weniger flüchtigen Aromakomponenten und die unterschiedlichsten Schadstoffe bestimmt werden. Zu den häufigsten Schadstoffen zählen insbesondere solche Substanzen, die in der Imkerei zur Bekämpfung der Varroamilbe oder zur Abtötung von Wachsmotten verwendet werden.

### HMF im Honig
Wird Honig erwärmt, bildet sich aus seinem Fruchtzucker Hydroxymethylfurfural (HMF). Wenig davon im Honig indiziert seine Frische und Naturbelassenheit, während hohe HMF-Werte auf Wärmeschäden oder längere Lagerung deuten. Der HMF-Gehalt in frisch geschleudertem Honig ist sehr gering. Bei korrekter Lagerung wächst er je nach pH-Wert und Lagertemperatur um ca. 2–3 mg/kg pro Jahr, Lagerung bei Zimmertemperatur (21 °C) kann ihn in einem Jahr jedoch bereits auf 20 mg/kg erhöhen. Die EU gestattet bei Vermarktung höchstens 40 mg HMF/kg Honig, der nicht aus Regionen mit tropischem Klima stammt. Einige nationale Imkerverbände fordern niedrigere Werte. So erlaubt der Deutsche Imkerbund höchstens 15 mg/kg für sein Gütesiegel „Echter Deutscher Honig“.
HMF im Honig wird meistens mit HPLC- oder photometrisch nach White nachgewiesen. Seit 2009 ist ein Schnelltest von der Merck KGaA zur Bestimmung von HMF erhältlich. Bei dem „Reflectoquant HMF“ genannten Test wird eine geringe Menge Honig im Verhältnis 1:4 mit destilliertem Wasser verdünnt, ein Teststreifen in die Probe getaucht und dann in einem RQflex-Reflektometer gemessen.

### Honig mit Spuren von gentechnisch verändertem Mais
Im Jahr 2005 wurde DNA des gentechnisch veränderten Mais MON810 des Herstellers Monsanto und genetisch veränderte Proteine im Maispollen in Bienenstöcken sowie DNA von MON810 in dem Honig des Kaisheimer Imkers Karl-Heinz Bablok nachgewiesen. Bablok hielt den Honig nicht mehr für verkehrs- und verbrauchsfähig. Er verklagte den Freistaat Bayern, welcher MON810 zu Forschungszwecken in einer Entfernung von etwa 500 Metern von Babloks Grundstücken anbaute, auf Schadensersatz gemäß § 36a Gentechnikgesetz und § 906 BGB. Der Bayerische Verwaltungsgerichtshof setzte das Verfahren aus und ersuchte eine Vorabentscheidung durch den Europäischen Gerichtshof (EuGH) zur lebensmittelrechtlichen Relevanz von Spuren gentechnisch veränderter, nicht mehr fortpflanzungsfähiger Organismen in Imkereiprodukten.
Im September 2011 entschied der EuGH, dass Produkte wie Honig und Nahrungsergänzungsmittel mit Pollengehalt von gentechnisch veränderten Pflanzen im Sinne der Verordnung (EG) Nr. 1829/2003 als Lebensmittel gelten, die Zutaten enthalten, die aus gentechnisch veränderten Organismen (GVO) hergestellt sind. Zutaten aus GVO sind laut EuGH nur dann verkehrsfähig, wenn sie unter Verordnung (EG) Nr. 1829/2003 als Lebensmittel zugelassen sind. Der EuGH hat ferner darauf hingewiesen, dass die Zulassungspflicht unabhängig vom Anteil des gentechnisch veränderten Materials im Honig gilt, eine Toleranzschwelle gibt es nicht. Die Zulassung von MON810, ursprünglich unter der Verordnung (EG) Nr. 258/97 und seit 2004 unter der Verordnung (EG) Nr. 1829/2003 als „existierendes Produkt“, beinhaltet Pollen nicht, da der ursprüngliche Antrag auf bestimmte Produkte beschränkt war. Durch das neue Urteil muss die Honigzutat Pollen als „genetisch verändert“ gekennzeichnet werden, wenn der Anteil von Pollen aus hierfür zugelassenen Gv-Pflanzen mehr als 0,9 % am Gesamtpollengehalt beträgt. Dieses Urteil könnte auch Auswirkungen auf importierten Honig haben, da etwa in Nord- und Südamerika der Anbau von Gv-Pflanzen stark verbreitet ist und einige der dort angebauten Gv-Pflanzenlinien in der EU nicht als Futter- und Lebensmittel zugelassen sind. Vor dem Urteil des EuGH wurde Pollen nicht als Zutat, sondern als natürlicher Bestandteil von Honig angesehen, weswegen die Frage nach GVO-Spuren im Pollen rechtlich irrelevant war. Rund fünf Prozent der Honige dürfen nach EuGH-Urteil nicht mehr in Deutschland verkauft werden. Das war die Antwort des Honigverbands, der die deutschsprachigen Importeure und Abfüller vertritt, auf eine Anfrage der taz.
Im März 2012 entschied der Bayerische Verwaltungsgerichtshof, dass Imker in Bayern aus dem Gentechnikgesetz in Verbindung mit der Gentechnik-Pflanzenerzeugungsverordnung keinen Anspruch auf Maßnahmen zum Schutz ihrer Produkte herleiten können. Zudem verneinte der Verwaltungsgerichtshof auch die von den Imkern begehrte Feststellung, dass der Anbau des Maises MON810 durch den Freistaat Bayern zu Forschungszwecken spätestens ab dem Jahr 2005 rechtswidrig gewesen sei.
Die EU-Kommission schlug im September 2012 vor, Pollen als natürlichen Bestandteil von Honig zu behandeln, und nicht als Zutat. Der Vorschlag wurde vom Europäischen Parlament am 15. Januar 2014 angenommen. Damit muss Honig, der Pollen von gentechnisch veränderten Pflanzen enthält, nicht gekennzeichnet werden, da die Kennzeichnungspflicht ab einem Gehalt von 0,9 % gilt und Pollen üblicherweise einen Anteil von lediglich 0,5 % im Honig haben.

### Honigfälschungen

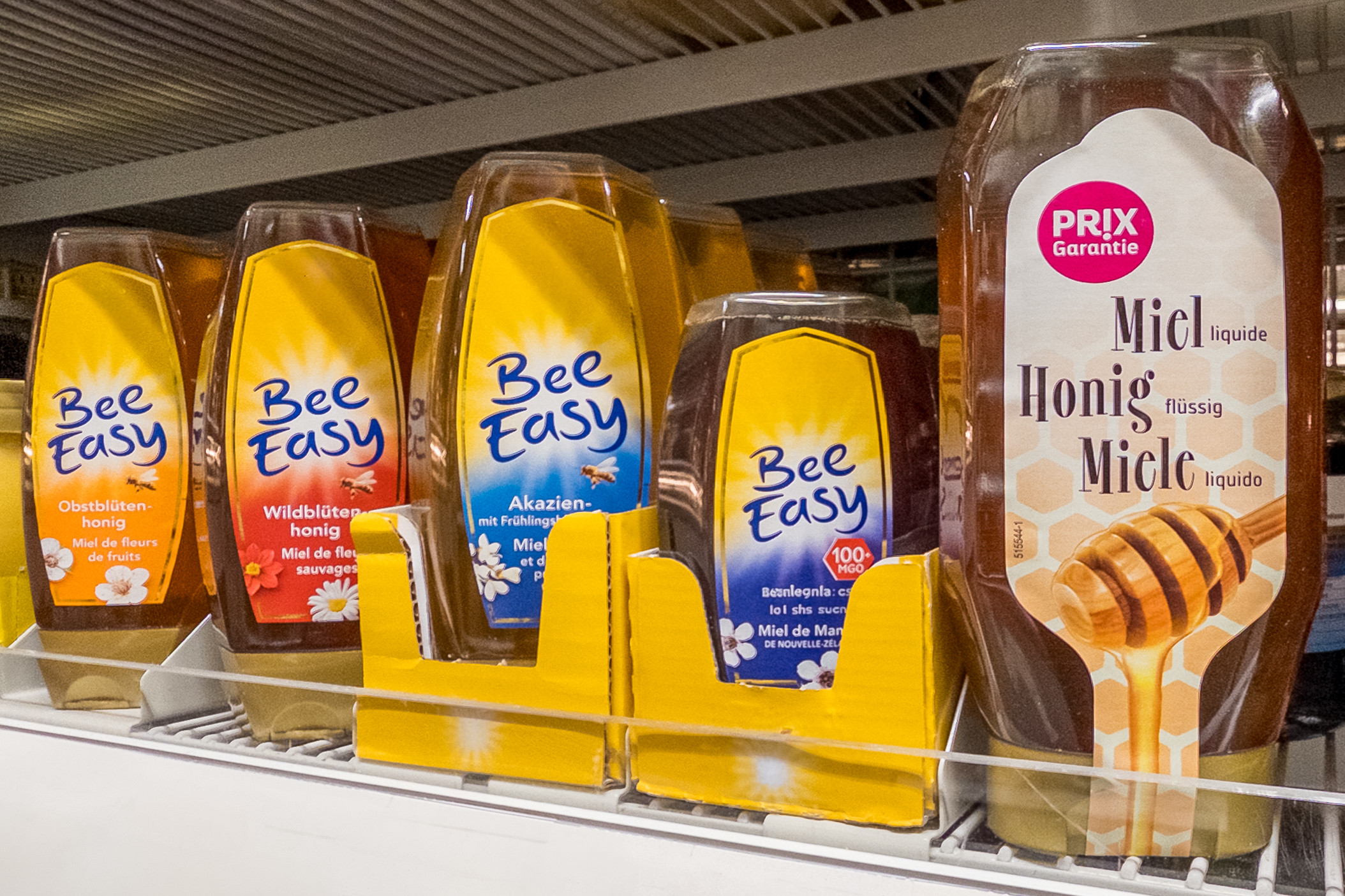
Importhonige in einem Supermarkt-Regal in der Schweiz.

In der industriellen Honigproduktion in Ländern wie China, Argentinien und Mexiko wird der Honig zunehmend mit Fruktosesirupe gestreckt, oder gleich ganz durch Fruktosesirup ersetzt. Diese Sirupe sind oft aus Mais und Reis, können aber auch im Labor mit gentechnisch veränderten Mikroorganismen hergestellt und als kostengünstige Alternativen zu Bienenhonig verwendet werden.
Bis 2024 war der Nachweis solcher Verfälschungen mit Hilfe von NMR-Spektroskopie jedoch schwierig. Erst der Einsatz von DNA-Analysen ermöglichte einen zuverlässigen Nachweis von Honigfälschungen. Mithilfe von weltweit aufgebauten Referenzdatenbanken, die DNA-Informationen von Honigbienen und deren Futterpflanzen sowie von in Honig vorkommenden Bakterien, Pilzen und Viren enthalten, kann die botanische und geografische Herkunft von Honigproben bestimmt werden. Diese Methode ermöglicht eine geografische Zuordnung mit einer Genauigkeit von im Extremfall bis zu einem Kilometer.
Untersuchungen in spezialisierten Labors wie Sinsoma (Tirol, Österreich) und Celvia (Estland) konnten im Dezember 2024 beweisen, dass sehr hohe Anteile der Importhonige mit Fruktosesirup gestreckt sind:
- Der Deutsche Berufs- und Erwerbsimkerbund DBIB hat 30 Importhonige aus deutschen Supermärkten im Labor von Celvia testen lassen. Ergebnis: 80 Prozent der Honigproben sind mit Fruktosesirup gestreckt.
- Die ZDF-Sendung frontal in 2001 hat 30 Importhonige aus deutschen Supermärkten in den Laboren von Sinsoma und Celvia testen lassen. Ergebnis: 80 Prozent der Honigproben sind mit Fruktosesirup gestreckt. Ein Test von Frontal im Jahr 2025 zeigte, dass die Zugabe von bis zu 20 % Sirup im sogenannten „NMR-Test“ unentdeckt blieb.[63] Die österreichischen Imker forderten deshalb die verbindliche Einführung neuer Kontrollmethoden, wie etwa DNA-Analysen.
- Die ORF-Sendung konkret hat 30 Importhonige aus österreichischen Supermärkten in den Laboren von Sinsoma und Celvia testen lassen, sogar unter notarieller Aufsicht. Ergebnis: 75 Prozent der Honigproben sind mit Fruktosesirup gestreckt.[64]

Ähnliche Ergebnisse zeigen Tests aus Finnland (62,5 Prozent gestreckter Honig) und Großbritannien (96 Prozent gestreckter Honig).

## Gesundheitliche Risiken von Honigverzehr

### Allergien
Blütenpollen sind, wenn auch in gewichtsmäßig geringen Mengen, typische Bestandteile (ca. 0,5 %) des Honigs. Nach dem Verzehr von Honig kann es daher bei Pollenallergikern zu Überempfindlichkeitsreaktionen kommen. Eine 2010 veröffentlichte Pilotstudie ergab, dass der vorsaisonale Verzehr von Honig, der mit Birkenpollen angereichert wurde, jedoch auch die medikamentöse Symptomkontrolle bei Birkenpollenallergikern in der Pollenflugsaison verbessern kann.

### Giftstoffe in Honig und giftige Honigsorten
Manche Honigsorten können erhöhte Anteile von Wirkstoffen aus Giftpflanzen enthalten. Diese werden von den Bienen mit dem Nektar oder Pollen in den Honig eingebracht. Die Giftstoffe haben auf die Bienen meist keine nennenswerte Wirkung, können aber beim Menschen schädliche Wirkungen entfalten.
Honige können auch krebsauslösende und sehr giftige Pflanzenstoffe in bedenklichen Konzentrationen enthalten. In neun Prozent von rund 1300 seit 2009 untersuchten Proben wurden Pyrrolizidinalkaloide gefunden, wie das Bundesinstitut für Risikobewertung (BfR) in einer Studie schreibt. Besonders betroffen seien dabei Rohhonige aus Süd- und Mittelamerika. Nach einer Schätzung der taz auf Grundlage von Branchenzahlen käme der meiste Honig für den deutschen Verbrauch aus solchen Regionen. Bis heute gibt es bei Lebensmitteln weder Regelungen bezüglich Höchstmengen für Pyrrolizidinalkaloide noch Kontrollen.
Eine Risikoevaluierungsstudie der Europäischen Lebensmittelagentur EFSA aus dem Jahr 2016 hat in allen Honigproben relevante Mengen an Pyrrolizidinalkaloiden gefunden.
Bei einer Reihenuntersuchung aus dem Jahre 2009 der Zeitschrift Öko-Test enthielten beinahe die Hälfte der Importhonige Pollen von gentechnisch veränderten Pflanzen. Honig von deutschen Imkern war genauso wie Produkte aus Südosteuropa und dem fairen Handel unbelastet. Pestizide wurden aber fast ausschließlich in deutschen Produkten gefunden, meist das Insektizid Thiacloprid in Rapshonigen oder Blütenhonigen mit hohem Rapsanteil. Da Bienen frei herumfliegen können, kann auch Bio-Honig mit Pestiziden belastet sein. Eine im Jahr 2017 veröffentlichte Studie fand in 75 Prozent der 198 weltweit untersuchten Honigen Spuren von Neonicotinoiden. Die gefundenen Mengen gelten für den menschlichen Verzehr als sicher.
Der seit der Antike bekannte Pontische Honig aus der Schwarzmeerregion kann aufgrund seiner hohen Anteile an Grayanotoxin aus der Pontischen Azalee (Rhododendron luteum) und anderer Toxine aus Pflanzen der Familien der Heidekrautgewächse und Seifenbaumgewächse beim Menschen Vergiftungserscheinungen wie Übelkeit, Erbrechen oder Halluzinationen hervorrufen. Es sind außerdem Fälle von reversiblem Herzstillstand beschrieben worden.
Ein erhöhter Gehalt an Grayanotoxin wurde 2011 auch in Deutschland in einer Probe eines Kastanienhonigs aus dem Raum der türkischen Schwarzmeerküste festgestellt. Die Grayanotoxin enthaltenden Rhododendronarten kommen auch in Nordamerika sowie in Asien vor.
Weitere giftige Honige sind
- Honig der Rosmarinheide (Andromeda polifolia L.), die Andromedotoxin enthalten[79]
- einige Honige aus Neuseeland, deren hohe Anteile an Tutin und Melliotoxin (Hydroxytutin) aus dem Nektar der Tutapflanze (Coriaria arborea) stammen, wobei Tutin bei einer Dosierung von 1 mg bei erwachsenen Menschen Übelkeit und Erbrechen auslösen können.[80]

### Bakterielle Kontamination
Sporen einiger Bakterien können im Honig überleben. Besonders gefährlich ist der Krankheitserreger Clostridium botulinum, der das Botulinumtoxin freisetzt, welches zu Lähmungserscheinungen führen kann (Botulismus). In geringen Mengen wurde dieser Erreger auch in einzelnen Honigen nachgewiesen. Vermutlich wegen der noch nicht voll entwickelten Darmflora sind Säuglinge durch bakterielle Infektionen stärker gefährdet als Erwachsene. Säuglinge haben zudem erst am Ende des zweiten Lebensjahres Magensäurewerte wie Erwachsene. Trotz Intensivmedizin ist bei Säuglingen, die eine Infektion mit diesem Bakterium erleiden, meist mit einem bleibenden Schaden zu rechnen. Die Ärztekammer Baden-Württemberg und auch das Robert Koch-Institut (RKI) empfehlen aus diesem Grund, bei Säuglingen unter zwölf Monaten ganz auf die Gabe von Honig zu verzichten. Jedoch ist der vom Honigverzehr hervorgerufene Säuglingsbotulismus sehr selten. Bei älteren Kindern und Erwachsenen ist keine Gefahr mehr vorhanden (ausgenommen für Personen mit verminderter Magensäuresekretion oder nach Einnahme von Antazida, Sucralfat, H2-Rezeptor-Blockern oder Protonenpumpeninhibitoren, die erhöhte pH-Werte im Magen hervorrufen).
Bei einer Honiguntersuchung in Japan wurde in 8,5 % (23 von 270) der Proben Clostridium botulinum gefunden. Bei einer Honiguntersuchung in Brasilien wurde der Erreger bei 7 % (6 von 85) der Proben festgestellt.

### Partikel
In Honig wurden in Untersuchungen von 2013 und 2014 Fremdpartikel wie Mikroplastik gefunden. Die Resultate konnten allerdings in einer neueren Studie nicht bestätigt werden. Die in früheren Untersuchungen angewandten, nicht validierten Methoden wurden als ungeeignet eingestuft. Die Befunde wurden als Artefakte der Laborkontamination durch Mikroplastik in der Luft zugeschrieben.

## Bedeutung für die Bienen
Honig dient dem Bienenvolk als Futter und Energiequelle, um längere Zeit ohne Nahrungszufuhr von außen überleben zu können. So muss im Winter im Inneren der sogenannten Wintertraube eine Temperatur von ca. 27 °C gehalten werden, an der Oberfläche der Wintertraube darf die Temperatur nicht unter 8 °C abfallen, da sonst die Bienen sterben würden. Die Strategie anderer staatenbildender Insekten (Wespen, Hornissen, Hummeln) besteht dagegen darin, dass das gesamte Volk zum Winter hin abstirbt und nur junge Königinnen in einer Kältestarre überleben. Honigbienen haben dagegen die Fähigkeit, ihre unmittelbare Lebensumgebung zu gestalten, wodurch sie die erforderliche Nesttemperatur aufrechterhalten können. Dafür legen sie Honigvorräte an, um stets genügend „Brennstoff“ zur Verfügung zu haben. Sie haben einen anderen Stoffwechsel, eine veränderte Zusammensetzung der Hämolymphe (siehe auch Westliche Honigbiene).
Selbst bei Außentemperaturen bis weit unter −20 °C können die Bienen bei ausreichendem Futtervorrat und einer Individuenzahl von mehr als ca. 5000 den im Innern der Wintertraube erwärmten Honig aufnehmen und damit die notwendigen Körpertemperaturen aufrechterhalten. Der Vorteil der Überlebensstrategie, Honigvorräte anzulegen und den Winter als ganzes Volk zu überleben, liegt darin, dass im nächsten Frühjahr eine große Zahl von Arbeitsbienen sofort das in dieser Jahreszeit reichliche Nahrungsangebot nutzen und die eingetragenen zuckerhaltigen Stoffe zu Honig verarbeiten kann. Durch imkerliche Maßnahmen entstehen zusätzlich Überschüsse, die eine Honigernte ermöglichen.
Für das Überleben des Bienenvolkes genügen je nach Volksstärke und Winterhärte zwischen 10 und 20 Kilogramm Honig. Da ein Bienenvolk bis zu 50 Kilogramm produzieren kann, ist eine Entnahme vom Honig, die einen entsprechenden Wintervorrat den Bienen belässt, möglich, ohne eine Zufütterung zu bedingen. Falls mehr Honig entnommen wird, ist es notwendig, dass der Imker nach der Entnahme des Honigs im Spätsommer oder Herbst das Volk mit einer ausreichenden Menge Ersatzstoff in Form von Zuckerprodukten versorgt.

## Dokumentarfilme
- zdf.de: Honig – Natur oder Labor? Lebensmittel auf dem Prüfstand (2020, 42 min)
- Wie man Honig macht (2021, 45 min)
- Die Bienen - ein emsiges Volk (1964, 20 min)